# Liste der Wahlen der römisch-deutschen Könige
Die Wahl des Römisch-deutschen Königs beziehungsweise, später direkt, des römisch-deutschen Kaisers im Heiligen Römischen Reich oblag seit spätestens dem 13. Jahrhundert einem kleinen Kollegium von Reichsfürsten, den Kurfürsten. Die Wahl zum König oder Kaiser geschah auf Lebenszeit. Im Jahre 1356 ließ Kaiser Karl IV. mit der Goldenen Bulle ein Grundgesetz für die Wahl aller künftigen Könige und Kaiser proklamieren.
| Die Kurfürsten  | Die geistlichen Kuren · Die weltlichen Kuren · Spätere Änderungen |
| 14. Jahrhundert | 1376 · Mai 1400 · August 1400                                     |
| 15. Jahrhundert | 1410 · 1411 · 1438 · 1440 · 1486                                  |
| 16. Jahrhundert | 1519 · 1531 · 1562 · 1575                                         |
| 17. Jahrhundert | 1612 · 1619 · 1636 · 1653 · 1658 · 1690                           |
| 18. Jahrhundert | 1711 · 1742 · 1745 · 1764 · 1790 · 1792                           |

## Die Kurfürsten

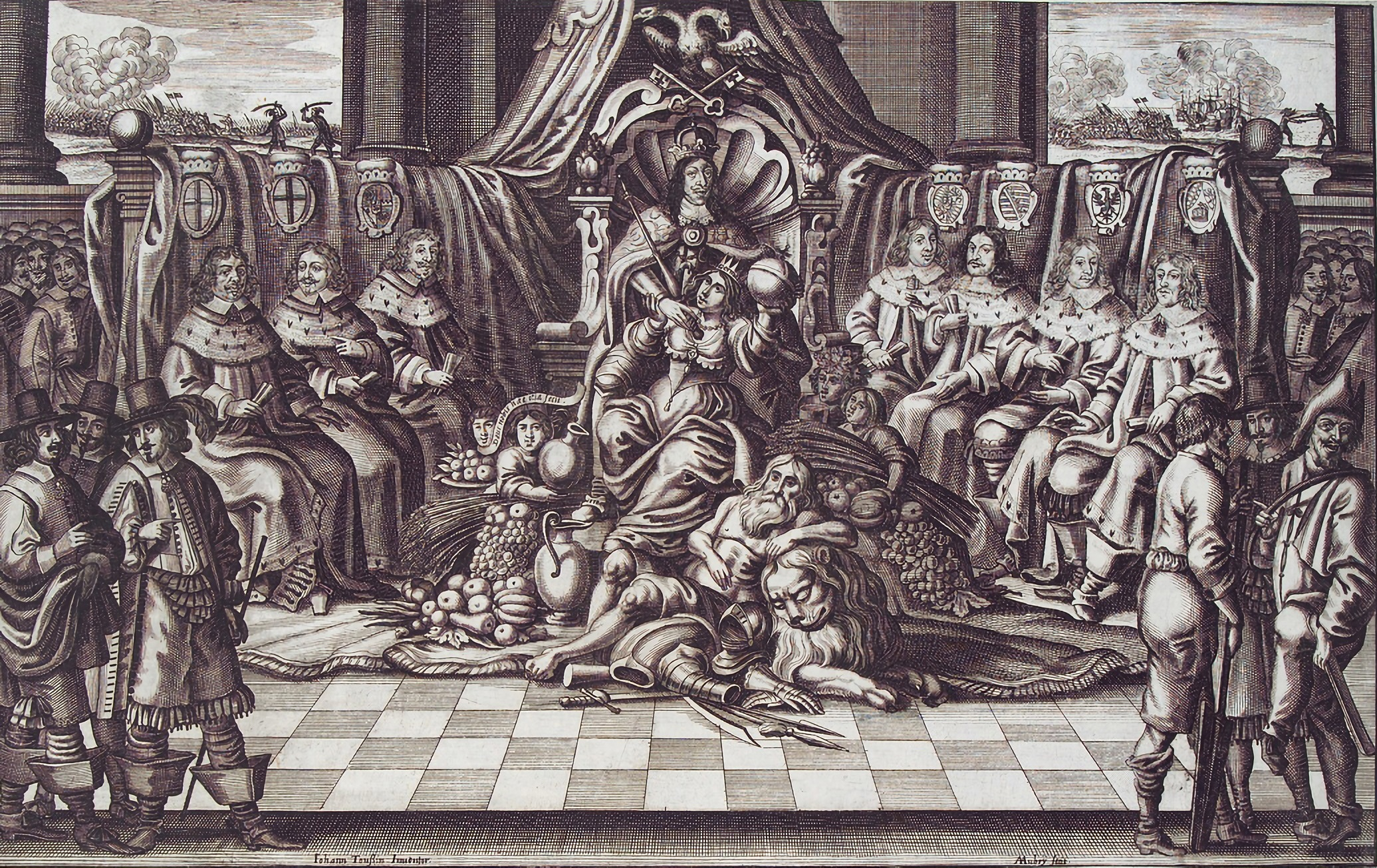
Der Kaiser und die acht Kurfürsten (von Trier, Köln, Mainz, Böhmen, Bayern, Sachsen, Brandenburg und der Pfalz). Kupferstich von Abraham Aubry, Nürnberg 1663/64

Die sieben ursprünglichen Kuren, deren Kurfürsten den König der Deutschen oder, seit dem 16. Jahrhundert, direkt den römisch-deutschen Kaiser oder in einigen Fällen den Römisch-deutschen König (den designierten Erben des Kaisers, vivente imperatore) wählten, waren:

### Die geistlichen Kuren
- Das Kurfürstentum Mainz (Liste der Erzbischöfe)
- Das Kurfürstentum Köln (Liste der Erzbischöfe)
- Das Kurfürstentum Trier (Liste der Erzbischöfe)

### Die weltlichen Kuren
- Das Königreich Böhmen. Der König von Böhmen gehörte zur Zeit der Goldenen Bulle dem Haus Luxemburg an, ab 1526 aber dem Haus Habsburg. Die böhmische Krone war formal eine Wahlmonarchie, wurde aber unter den Habsburgern faktisch erblich.
- Die Kurpfalz. Der Pfalzgraf bei Rhein war während der gesamten Zeit als Kurfürstentum ein Mitglied des Hauses Wittelsbach. Wegen des Böhmisch-Pfälzischen Krieges wurde der Kurpfalz die Kurwürde entzogen und ging auf Bayern über. Nach dem Westfälischen Frieden von 1648 wurde für die Pfalz eine achte Kur eingerichtet.
- Das Kurfürstentum Sachsen. Der Kurfürst von Sachsen war seit 1423 ein Mitglied des Hauses Wettin.
- Die Mark Brandenburg. Der Markgraf von Brandenburg war seit 1415 ein Mitglied des Hauses Hohenzollern.

### Spätere Änderungen
Später kamen zum Kollegium noch die folgenden weltlichen Kuren hinzu:
- Das Herzogtum Bayern. Der Herzog von Bayern war Mitglied einer anderen Linie des Hauses Wittelsbach. Während des Dreißigjährigen Krieges wurde Bayern die der Kurpfalz entzogene Kurwürde zuerkannt. Im Westfälischen Frieden wurde bestimmt, dass Bayern diese Kur behielt, während für die Kurpfalz eine zusätzliche, achte geschaffen wurde. Mit dem Aussterben der bayerischen Linie der Wittelsbacher 1777 ging entsprechend dem westfälischen Frieden die fünfte Kur wieder an die Kurpfalz über (die auch das Herzogtum Bayern erbte), die achte Kur erlosch.
- Das Kurfürstentum Braunschweig-Lüneburg (Kurhannover). Der Herzog von Braunschweig-Lüneburg war seit 1714 auch König von Großbritannien.

Im folgenden werden alle Wahlen, die nach den Modalitäten der Goldenen Bulle abliefen, aufgeführt. Auf Ausschlüsse vom und Wieder- und Neuaufnahmen in den Kreis der Kurfürsten wird ebenfalls eingegangen.

## 14. Jahrhundert

### Wahl von 1376
Die Wahl fand am 10. Juni 1376 in Frankfurt am Main statt.
Kurfürsten 

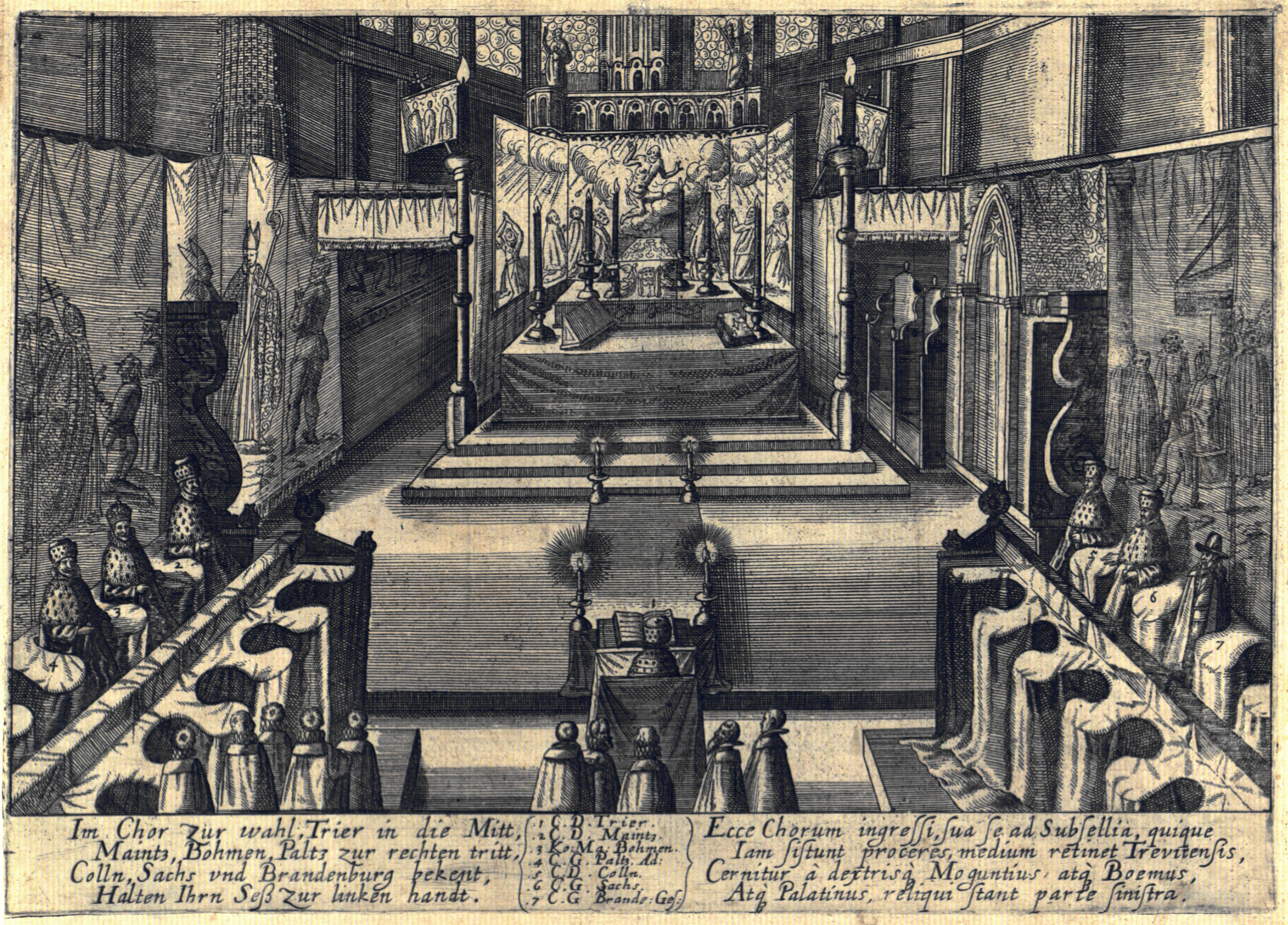
Kaiserwahl im Chor des Frankfurter Doms (1612). Die persönlich erschienenen Kurfürsten tragen den Kurfürstenornat. In der Mitte der zelebrierende Trierer, links vom Altar her gezählt die von Mainz, Böhmen und Pfalz, rechts Köln, Sachsen und Brandenburg. Letzterer vertreten durch einen Abgesandten in Zivil mit Hut. Der (zu wählende) Habsburger (Matthias) trägt statt dem Kurhut eine Königskrone (als König von Böhmen und Ungarn).

- Ludwig von Meißen, Kurfürst und Erzbischof von Mainz (1374–1379)
- Kuno II. von Falkenstein, Kurfürst und Erzbischof von Trier (1362–1388)
- Friedrich III. von Saarwerden, Kurfürst und Erzbischof von Köln (1372–1414)
- Karl IV., König von Böhmen (1346–1378) und Kaiser
- Ruprecht I., Pfalzgraf bei Rhein (1356–1390)
- Wenzel I., Kurfürst von Sachsen (1370–1388)
- Otto von Bayern, Erzkämmerer und vormaliger Kurfürst von Brandenburg (1365–1379) mit lebenslanger brandenburgischer Kurstimme

Gewählt
Wenzel von Brandenburg, Römischer König
Diese war die erste Wahl nach Inkrafttreten der Goldenen Bulle, die die Qualifikation der Kurfürsten und den Ablauf der Wahl genau festlegte und zur Grundlage für alle folgenden Wahlen wurde. Wenzel, Sohn von Kaiser Karl IV. und Kurfürst von Brandenburg, wurde zum Rex Romanorum und damit Karls Erben gewählt. Er wurde zwei Jahre später, als Karl am 29. November 1378 starb, dessen Nachfolger als römisch-deutscher König und König von Böhmen.

### I. Wahl von 1400
Die Wahl fand am 22. Mai 1400 in Frankfurt am Main statt.
Kurfürsten
- Johann II. von Nassau, Kurfürst und Erzbischof von Mainz (1396–1419)
- Werner von Falkenstein, Kurfürst und Erzbischof von Trier (1388–1418)
- Friedrich III. von Saarwerden, Kurfürst und Erzbischof von Köln (1372–1414)
- Ruprecht III., Pfalzgraf bei Rhein (1398–1410)
- Rudolf III., Kurfürst von Sachsen (1388–1419)
- Jobst, Kurfürst von Brandenburg (1388–1411)

Gewählt
Friedrich von Braunschweig und Lüneburg
Die Kurfürsten waren mit Wenzels Amtsausübung als römisch-deutscher König unzufrieden und kamen zusammen, um Alternativen zu beraten. Friedrich von Braunschweig und Lüneburg wurde gegen den amtierenden Wenzel gewählt. Die drei geistlichen Kurfürsten von Mainz, Trier und Köln sowie Wenzel selbst erkannten die Wahl nicht an. Sie war damit, da sie nur von einer Minderheit der Kurfürsten getragen wurde, rechtlich ungültig. Friedrich wurde zwei Wochen später, am 5. Juni 1400, ermordet.

### II. Wahl von 1400
Die Wahl fand am 21. August 1400 in Rhens statt.
Kurfürsten
- Johann II. von Nassau, Kurfürst und Erzbischof von Mainz (1396–1419)
- Werner von Falkenstein, Kurfürst und Erzbischof von Trier (1388–1418)
- Friedrich III. von Saarwerden, Kurfürst und Erzbischof von Köln (1372–1414)
- Ruprecht III., Pfalzgraf bei Rhein (1398–1410)

Gewählt
Ruprecht, Römischer König
Die drei geistlichen Kurfürsten und Ruprecht traten am 20. August 1400 erneut zusammen, um Wenzel seines Amtes zu entheben. Am nächsten Tag wurde Ruprecht einstimmig zum neuen Römischen König gewählt. Die Kurfürsten von Sachsen (Rudolf III.), Brandenburg (Jobst) und Böhmen (Wenzel) waren allerdings nicht anwesend, und Wenzel erkannte die Gültigkeit seiner Absetzung und die Wahl Ruprechts nie an.

## 15. Jahrhundert

### Wahlen von 1410
Die Wahlen fanden am 20. September 1410 und 1. Oktober 1410 statt.
Kurfürsten 
- Johann II. von Nassau, Kurfürst und Erzbischof von Mainz (1396–1419)
- Werner von Falkenstein, Kurfürst und Erzbischof von Trier (1388–1418)
- Friedrich III. von Saarwerden, Kurfürst und Erzbischof von Köln (1372–1414)
- Wenzel, König von Böhmen (1378–1419)
- Ludwig III., Pfalzgraf bei Rhein (1410–1436)
- Rudolf III., Kurfürst von Sachsen (1388–1419)
- Jobst, Kurfürst von Brandenburg (1388–1411)

Gewählt
Sigismund und Jobst von Mähren
Diese Wahlen folgten auf den Tod Ruprechts am 18. Mai 1410. Am 20. September erklärten drei der Kurfürsten Sigismund, den König von Ungarn und Sohn des verstorbenen Karl IV. zum König. Darunter war Friedrich I., Burggraf von Nürnberg, der im Namen Sigismunds handelte und behauptete, Kurbrandenburg zu vertreten, ohne aber vom amtierenden Markgrafen Jobst, dem Neffen des verstorbenen Kaisers, dazu befugt worden zu sein.
Die zweifelhafte Wahl Sigismunds im September wurde von den übrigen Kurfürsten nicht akzeptiert. Am 1. Oktober 1410 wählten sie Jobst von Mähren in Gegnerschaft zu seinem Cousin Sigismund, aber Jobst starb schon drei Monate später. Die Wahlen von 1410 waren die letzten, bei der ein König und ein Gegenkönig gewählt wurden.

### Wahl von 1411

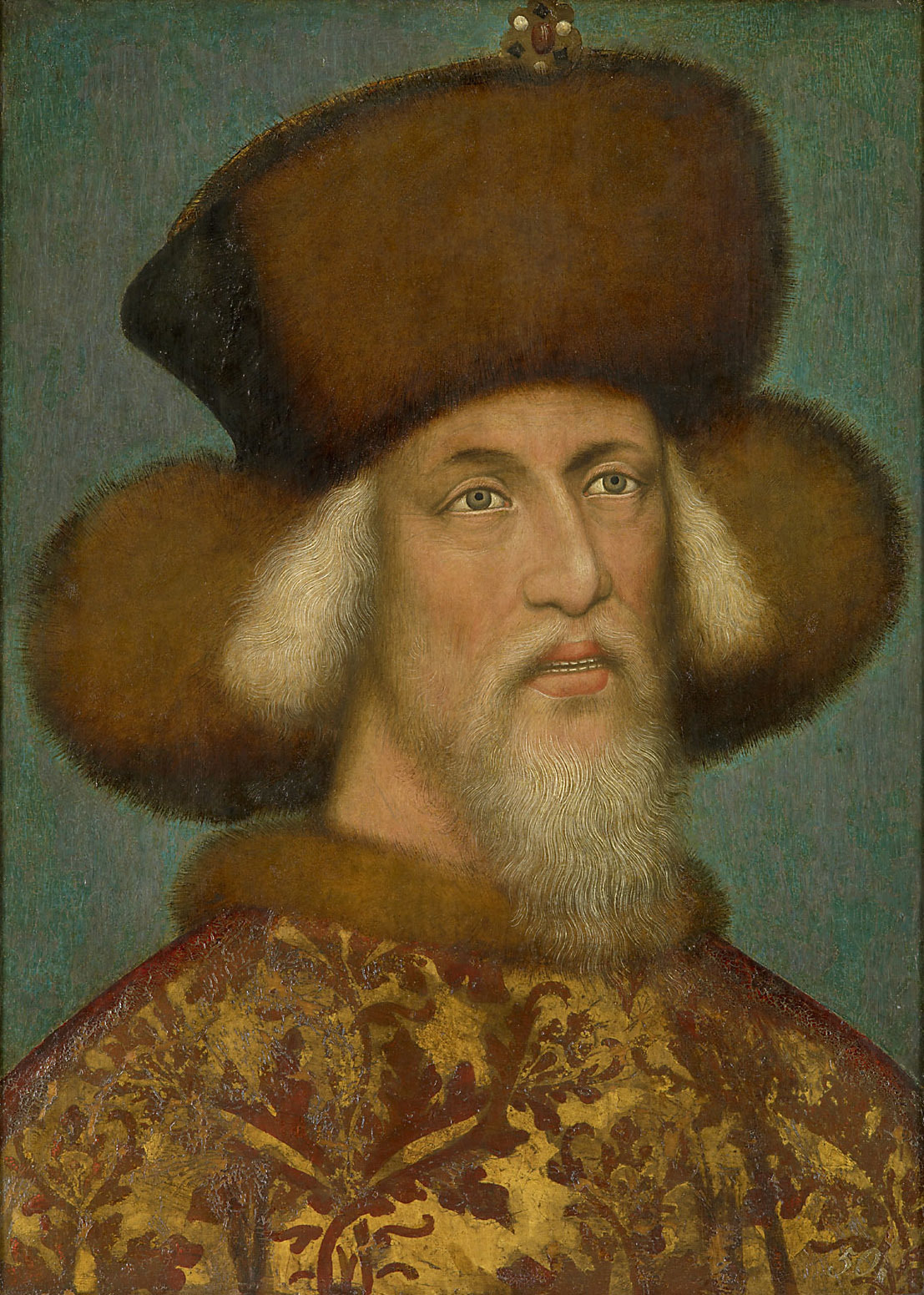
Sigismund, Römischer König, später Kaiser

Die Wahl fand am 21. Juli 1411 statt.
Kurfürsten 
- Johann II. von Nassau, Kurfürst und Erzbischof von Mainz (1396–1419)
- Werner von Falkenstein, Kurfürst und Erzbischof von Trier (1388–1418)
- Friedrich III. von Saarwerden, Kurfürst und Erzbischof von Köln (1372–1414)
- Wenzel, König von Böhmen (1378–1419)
- Ludwig III., Pfalzgraf bei Rhein (1410–1436)
- Rudolf III., Kurfürst von Sachsen (1388–1419)
- Sigismund, Kurfürst von Brandenburg (1411–1415), auch König von Ungarn

Gewählt
Sigismund, Römischer König
Nach dem Tod Jobsts am 18. Januar 1411 gab es kein Hindernis für die Kurfürsten mehr, Sigismund (nun rechtmäßiger Kurfürst von Brandenburg) als König anzuerkennen. Nach sechs Monaten wurde eine Wahl abgehalten. Indem er diese Wahl anerkannte, erkannte Sigismund gleichzeitig stillschweigend die Ungültigkeit seiner Wahl von 1410 an.

### Wahl von 1438

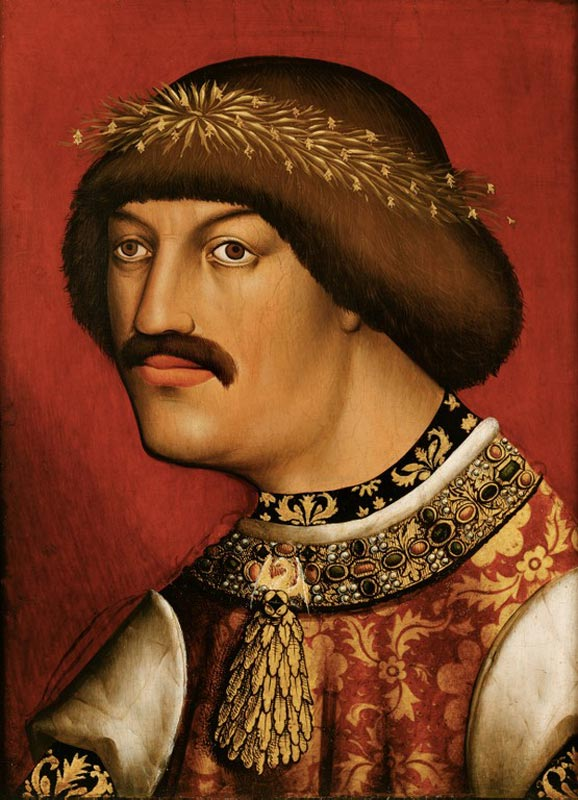
Albrecht II, Römischer König

Die Wahl fand am 18. März 1438 in Frankfurt am Main statt
Kurfürsten
- Dietrich Schenk von Erbach, Kurfürst und Erzbischof von Mainz (1434–1459)
- Raban von Helmstatt, Kurfürst und Erzbischof von Trier (1430–1439)
- Dietrich II. von Moers, Kurfürst und Erzbischof von Köln (1414–1463)
- Ludwig IV., Pfalzgraf bei Rhein (1436–1449)
- Friedrich II., Kurfürst von Sachsen (1428–1464)
- Friedrich I., Kurfürst von Brandenburg (1415–1440)

Gewählt
Albrecht II., Römischer König
Diese Wahl folgte auf den Tod Kaiser Sigismunds am 9. Dezember 1437.
Albrecht II., der gewählte König, war zwar nominell durch seine Ehe mit Elisabeth von Luxemburg König von Böhmen, wurde aber erst nach seiner Wahl gekrönt. Da er zu der Zeit in Böhmen Krieg führte, war Albrecht bei seiner eigenen Wahl nicht anwesend. 
Das Kurfürstentum Brandenburg war 1415 an das Haus Hohenzollern übergegangen, bei dem es bis zum Ende des Reiches blieb.

### Wahl von 1440

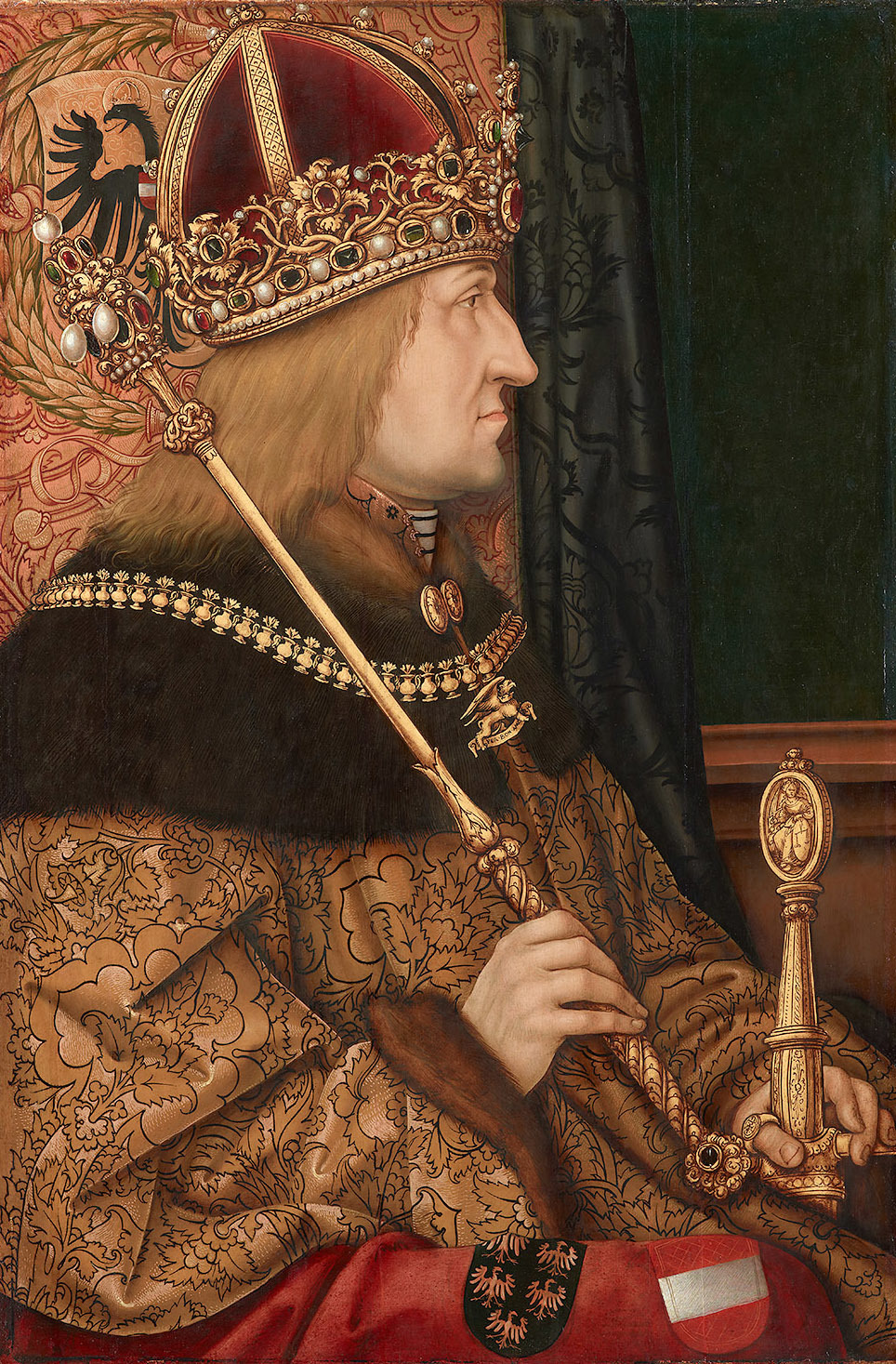
Friedrich III., Römischer König, später Kaiser

Die Wahl fand am 2. Februar 1440 in Frankfurt am Main statt.
Kurfürsten
- Dietrich Schenk von Erbach, Kurfürst und Erzbischof von Mainz (1434–1459)
- Jakob I. von Sierck, Kurfürst und Erzbischof von Trier (1439–1456)
- Dietrich II. von Moers, Kurfürst und Erzbischof von Köln (1414–1463)
- Ludwig IV., Pfalzgraf bei Rhein (1436–1449)
- Friedrich II., Kurfürst von Sachsen (1428–1464)
- Friedrich I., Kurfürst von Brandenburg (1415–1440)

Das Amt des Königs von Böhmen war bei dieser Wahl vakant, da König Albrecht II. am 27. Oktober 1439 gestorben war. Er hinterließ seine schwangere Frau Elisabeth von Luxemburg. Ihr Kind Ladislaus Postumus wurde erst am 22. Februar 1440, einige Tage nach der Wahl, geboren.
Gewählt
Friedrich III., Herzog von Österreich (Habsburger), Römischer König

### Wahl von 1486

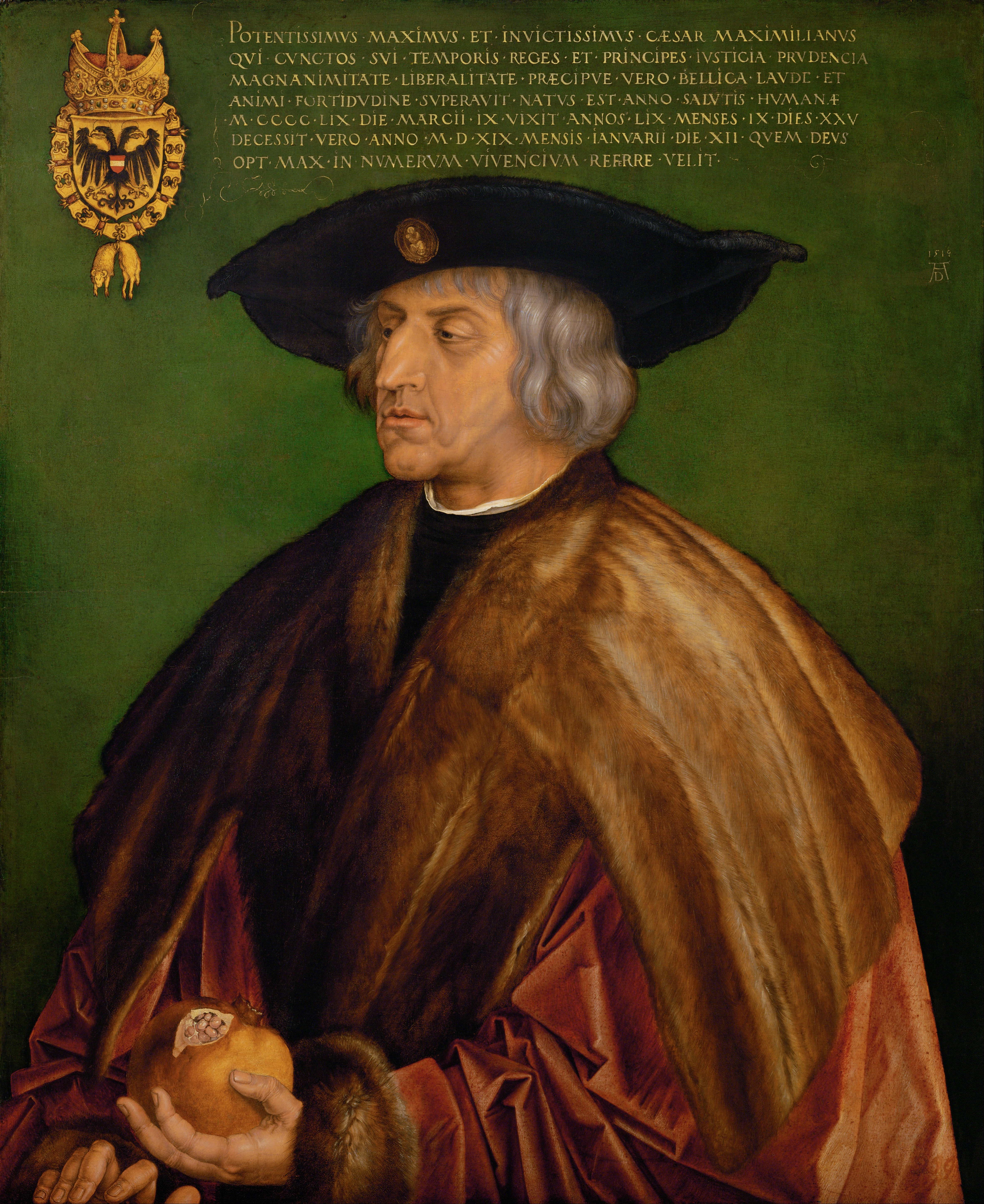
Maximilian I., Römischer König, später Kaiser

Die Wahl fand am 16. Februar 1486 im Kaiserdom St. Bartholomäus zu Frankfurt am Main statt.
Kurfürsten
- Berthold von Henneberg, Kurfürst und Erzbischof von Mainz (1484–1504)
- Johann II. von Baden, Kurfürst und Erzbischof von Trier (1456–1503)
- Hermann IV. von Hessen, Kurfürst und Erzbischof von Köln (1480–1508)
- Ladislaus II., König von Böhmen (1471–1516)
- Philipp, Pfalzgraf bei Rhein (1476–1508)
- Ernst, Kurfürst von Sachsen (1464–1486)
- Albrecht Achilles, Kurfürst von Brandenburg (1470–1486)

Gewählt
Maximilian I., Römischer König
Maximilian I., Erzherzog von Österreich, wurde zum Römischen König gewählt und folgte seinem Vater, dem Kaiser Friedrich III., nach dessen Tod am 19. August 1493 auf dem Thron. Da Maximilian aufgrund einer Blockade der Republik Venedig nicht zur Kaiserkrönung nach Rom reisen konnte, verlieh ihm Papst Julius II. im Jahre 1508 den Titel „Electus Romanorum Imperator“, „Erwählter Römischer Kaiser“. Spätere Gewählte nannten sich ebenfalls auch ohne päpstliche Krönung Kaiser statt lediglich König.

## 16. Jahrhundert

### Wahl von 1519

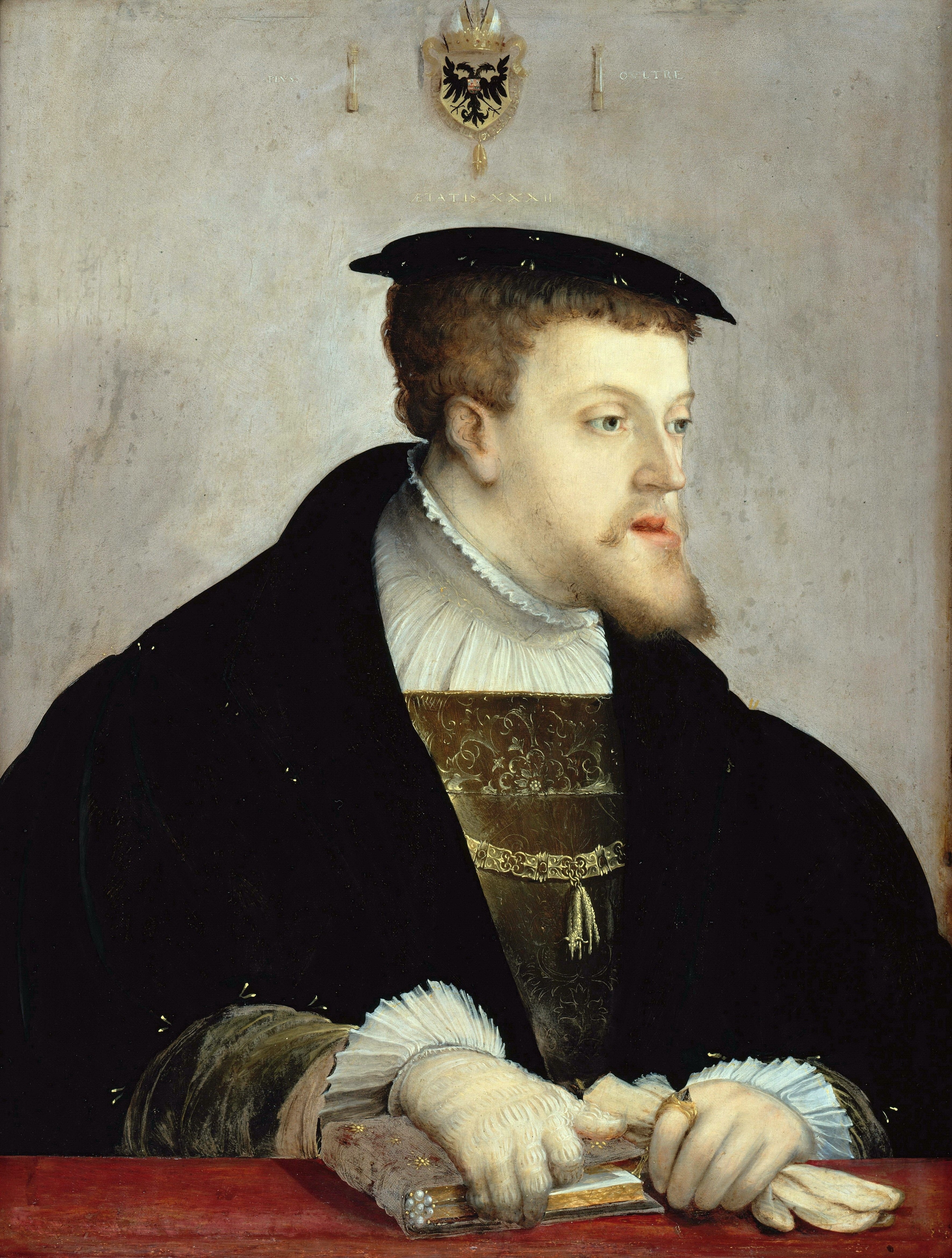
Karl V., Römischer König, später Kaiser

Die Wahl fand am 28. Juni 1519 in Frankfurt am Main statt.
Kurfürsten
- Albrecht, Kurfürst und Erzbischof von Mainz (1514–1545)
- Richard von Greiffenklau zu Vollrads, Kurfürst und Erzbischof von Trier (1511–1531)
- Hermann V. von Wied, Kurfürst und Erzbischof von Köln (1515–1546)
- Ludwig II., König von Böhmen (1516–1526), auch König von Ungarn
- Ludwig V., Pfalzgraf bei Rhein (1508–1544)
- Friedrich III., Kurfürst von Sachsen (1486–1525)
- Joachim I., Kurfürst von Brandenburg (1499–1535)

Gewählt
Karl V., Römischer König
Diese Wahl fand nach dem Tod Maximilians I. am 12. Januar 1519 statt und war eine der am heftigsten ausgestrittenen des Reiches. Die beiden Hauptbewerber waren Karl V., Enkel von Maximilian und als dessen Erbe Erzherzog von Österreich, aber auch König von Spanien sowie Franz I., der König von Frankreich. Außenseiterkandidat war Heinrich VIII., König von England. Obwohl Karl Habsburger sowie der Enkel des verstorbenen Kaisers Maximilians I. war, sprach er Französisch, nicht Deutsch, und wurde als ebenso fremd wie Franz empfunden.
Karl und Franz versuchten, sich in ihren Bestechungssummen zu überbieten. Am Ende konnte Karl, auch dank der spanischen Silberminen in Amerika und der finanziellen Unterstützung durch Jakob Fugger, auf die größeren Ressourcen zurückgreifen. Karl konnte auf die Stimme des Königs von Böhmen, seines Schwagers, zählen. Franz hatte den Erzbischof von Trier gekauft, die Kurfürsten von Mainz, Brandenburg und der Pfalz waren noch zu haben. Obwohl die Einzelheiten der Wahl nie öffentlich wurden, ist es möglich, dass die Kurfürsten ihrem Dilemma entkommen wollten, indem sie den Kurfürsten von Sachsen wählten, der die Wahl aber ablehnte. Am Ende wurde Karl gegen Bedenken des Kurfürsten von Brandenburg einstimmig gewählt.

### Wahl von 1531

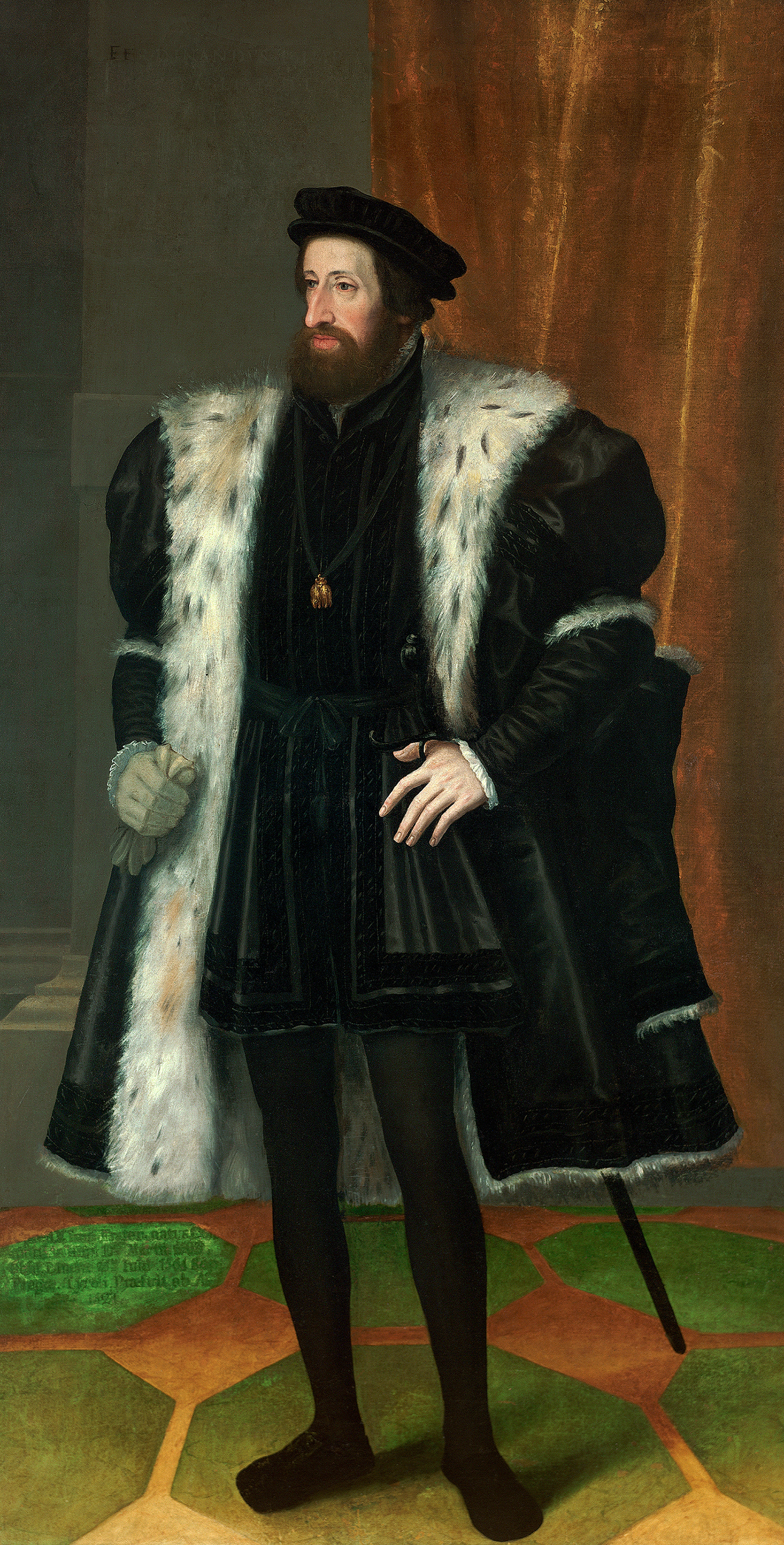
Ferdinand I., Römischer König, später Kaiser

Die Wahl fand am 5. Januar 1531 in Köln statt.
Kurfürsten
- Albrecht, Kurfürst und Erzbischof von Mainz (1514–1545)
- Richard von Greiffenklau zu Vollrads, Kurfürst und Erzbischof von Trier (1511–1531)
- Hermann V. von Wied, Kurfürst und Erzbischof von Köln (1515–1546)
- Ferdinand, König von Böhmen (1526–1564), auch König von Ungarn
- Ludwig V., Pfalzgraf bei Rhein (1508–1544)
- Johann der Beständige, Kurfürst von Sachsen (1525–1532)
- Joachim I., Kurfürst von Brandenburg (1499–1535)

Gewählt
Ferdinand I., Römischer König
Karl V. hatte erkannt, dass ein einzelner Mann nicht alle Besitztümer der Habsburger beherrschen konnte. Über die ursprünglichen Habsburger Besitzungen herrschte sein Bruder Ferdinand I., der 1526 auch König von Böhmen und Ungarn wurde. Karl V. hätte die Kaiserkrone gerne seinem Sohn Philipp II. vermacht. Die deutschen Fürsten aber wussten, was es bedeutete, wenn ein Kaiser kaum im Reich war, zumal in Zeiten innerer religiöser Spannungen und äußerer Bedrohung durch die Osmanen, und setzten sich für Ferdinand ein. Als Kompromiss fügte sich Karl in die Wahl Ferdinands zum Römischen König und damit seinem Nachfolger, unter der Bedingung, dass Philipp Ferdinands Nachfolger würde (wozu es nie kam). Obwohl er schon 1531 gewählt wurde, musste Ferdinand noch über ein Vierteljahrhundert bis zur Abdankung Karls im Jahre 1558 warten, bis er Kaiser wurde.
Die Wahl fand mitten in der Zeit der Reformation statt, und erste Spaltungen zwischen katholischen und protestantischen Kurfürsten wurden sichtbar. Die Kurfürsten von Mainz und Brandenburg waren streng pro-katholisch, wogegen der Kurfürst von Sachsen Lutheraner war. Der Kurfürst von Köln zeigte, obwohl er katholischer Erzbischof war, reformatorische Neigungen und wurde schließlich im Jahre 1546 seines Bischofsamtes enthoben. Zur Zeit der Wahl war es jedoch keineswegs ausgeschlossen, dass es einen Ausgleich zwischen Katholiken und Lutheranern geben könnte.

### Wahl von 1562

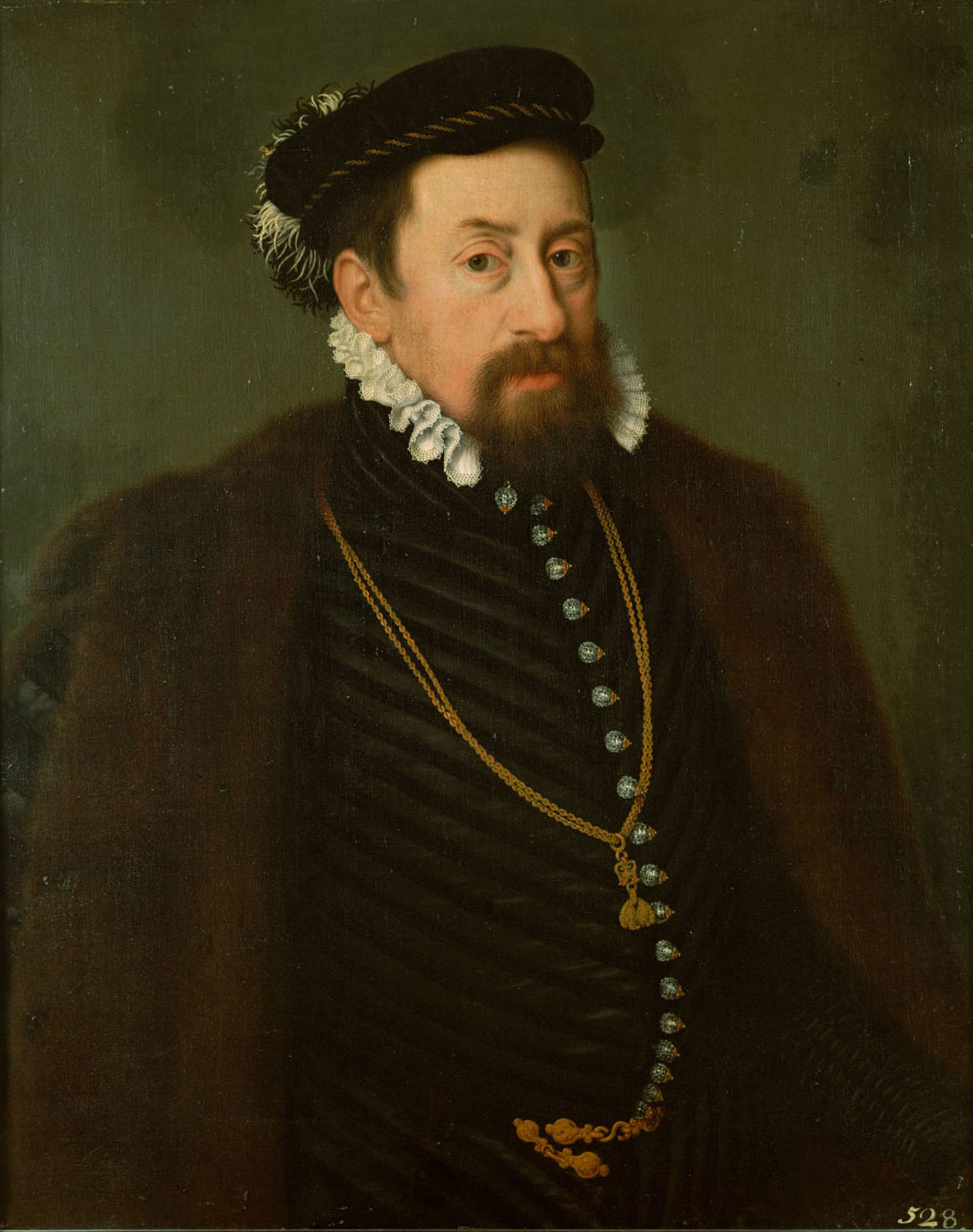
Maximilian II., Römischer König, später Kaiser

Die Wahl fand am 24. November 1562 in Frankfurt am Main statt. Die Krönung fand ebenfalls erstmals in Frankfurt, nicht in Aachen am 30. November 1562 statt.
Kurfürsten
- Daniel Brendel von Homburg, Kurfürst und Erzbischof von Mainz (1555–1582)
- Johann VI. von der Leyen, Kurfürst und Erzbischof von Trier (1556–1567)
- Friedrich IV. von Wied, Kurfürst und Erzbischof von Köln (1562–1567)
- Ferdinand I., König von Böhmen (1526–1564), Kaiser und König von Ungarn
- Friedrich III., Pfalzgraf bei Rhein (1559–1576)
- August, Kurfürst von Sachsen (1553–1586)
- Joachim II., Kurfürst von Brandenburg (1535–1571)

Gewählt
Maximilian II., Römischer König
Diese Wahl fand zu Lebzeiten Kaiser Ferdinands I. statt. Maximilian wurde zum Römischen König gewählt und wurde knapp zwei Jahre später nach dem Tod Ferdinands am 25. Juli 1564 Kaiser.
An dieser Wahl nahm zum ersten Mal ein Mitglied der Albertiner als Kurfürst von Sachsen teil. Die Albertiner hatten die älteren Ernestiner 1547 von der Kurwürde verdrängt.
Im Jahre 1562 ging die Spaltung zwischen Katholiken und Protestanten durchs ganze Reich. Die geistlichen Kurfürsten und der König von Böhmen blieben katholisch. Der Pfalzgraf bei Rhein war seit 1561 Calvinist, der Kurfürst von Sachsen war Lutheraner, seit 1555 auch der Kurfürst von Brandenburg.

### Wahl von 1575

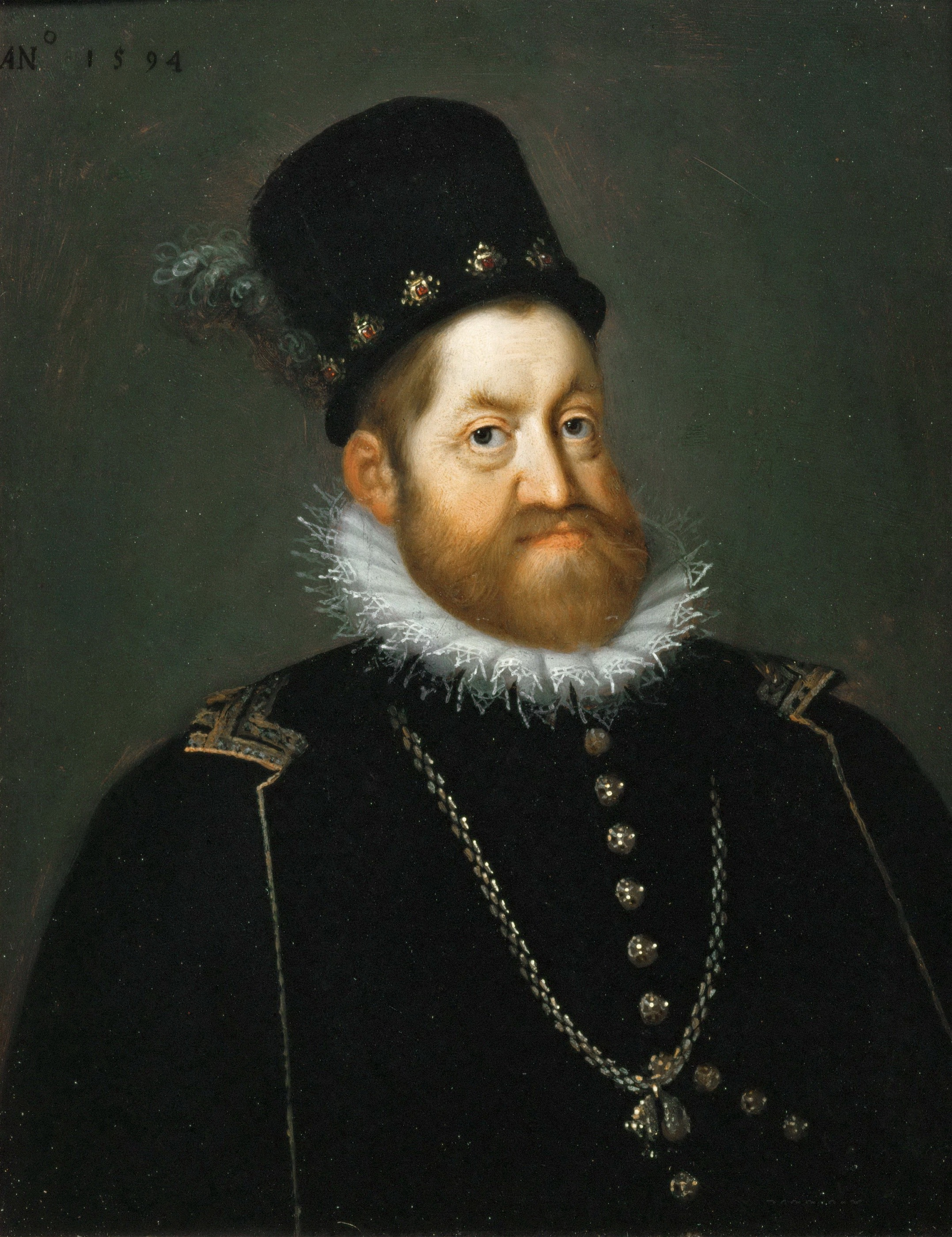
Rudolf II., Römischer König, später Kaiser

Die Wahl fand am 27. Oktober 1575 in Regensburg statt.
Kurfürsten
- Daniel Brendel von Homburg, Kurfürst und Erzbischof von Mainz (1555–1582)
- Jakob III. von Eltz, Kurfürst und Erzbischof von Trier (1567–1581)
- Salentin von Isenburg, Kurfürst und Erzbischof von Köln (1567–1577)
- Maximilian II., König von Böhmen (1564–1576), Kaiser und König von Ungarn
- Friedrich III., Pfalzgraf bei Rhein (1559–1576)
- August, Kurfürst von Sachsen (1553–1586)
- Johann Georg, Kurfürst von Brandenburg (1571–1598)

Gewählt
Rudolf II., Römischer König
Rudolf II. wurde zu Lebzeiten seines Vaters Maximilian II. zum Römischen König gewählt. Als Maximilian am 12. Oktober 1576 starb, wurde Rudolf Kaiser. Die religiöse Aufteilung unter den Kurfürsten war wie bei der letzten Wahl.

## 17. Jahrhundert

### Wahl von 1612

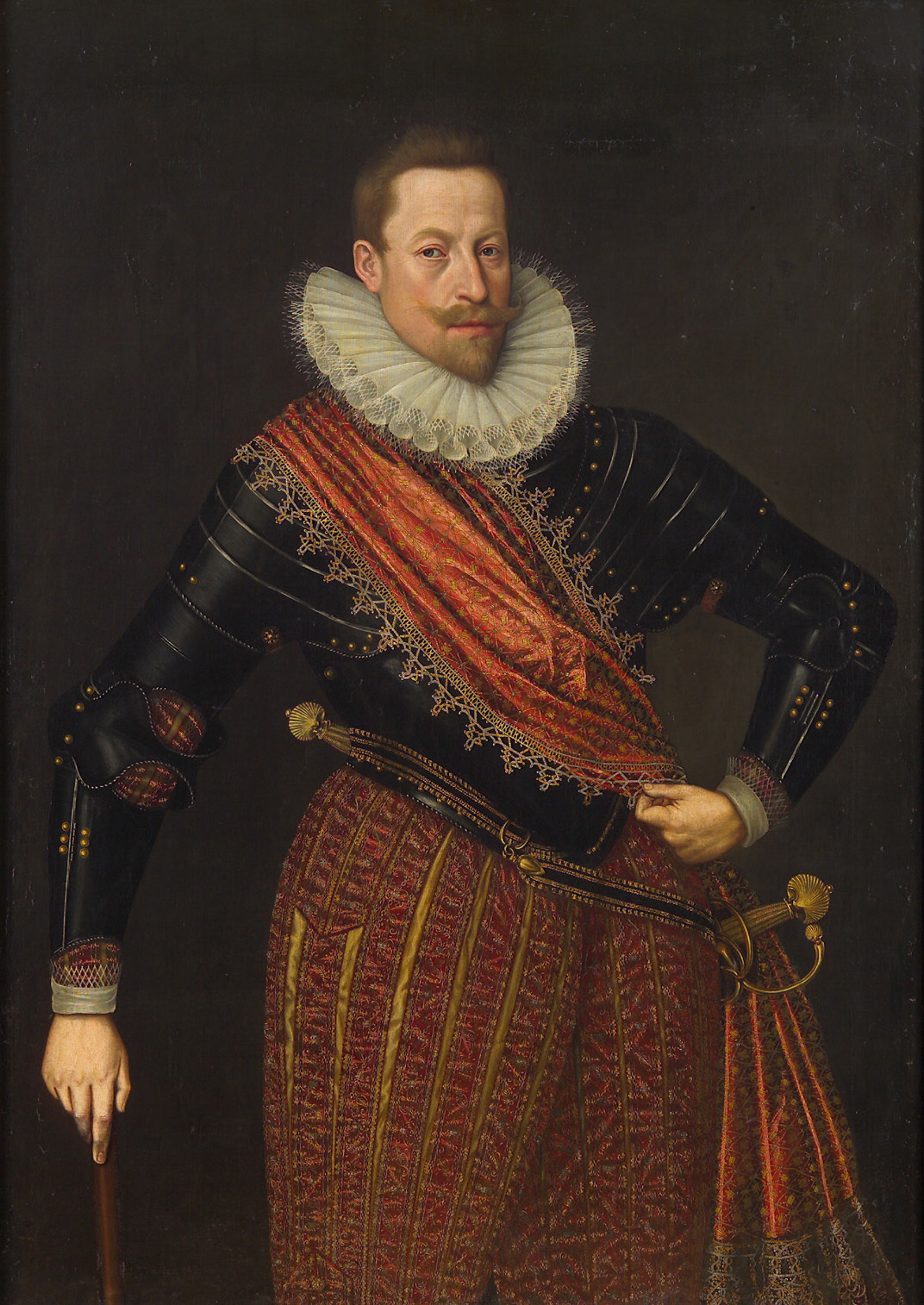
Kaiser Matthias

Die Wahl fand am 13. Juni 1612 in Frankfurt am Main statt. Die Krönung am gleichen Ort folgte am 24. Juni 1612.
Kurfürsten
- Johann Schweikhard von Cronberg, Kurfürst und Erzbischof von Mainz (1604–1626)
- Lothar von Metternich, Kurfürst und Erzbischof von Trier (1599–1623)
- Ferdinand von Bayern, Kurfürst und Erzbischof von Köln (1612–1650)
- Matthias, König von Böhmen (1611–1618) und König von Ungarn
- Friedrich V., Pfalzgraf bei Rhein (1610–1623)
- Johann Georg I., Kurfürst von Sachsen (1611–1656)
- Johann Sigismund, Kurfürst von Brandenburg (1608–1619)

Gewählt
Matthias, Erwählter Römischer Kaiser
Die Wahl fand nach dem Tod Kaiser Rudolfs II. am 20. Januar 1612 statt. Ferdinand von Bayern, der Kurfürst von Köln, warb für die Wahl seines Bruders Maximilian I., des Herzogs von Bayern. Maximilian lehnte den Thron aber ab. Stattdessen wurde Rudolfs Bruder Matthias, der schon die Herrschaft über Böhmen und Ungarn übernommen hatte, gewählt.
Die religiöse Aufteilung unter den Kurfürsten war wie bei der letzten Wahl.

### Wahl von 1619

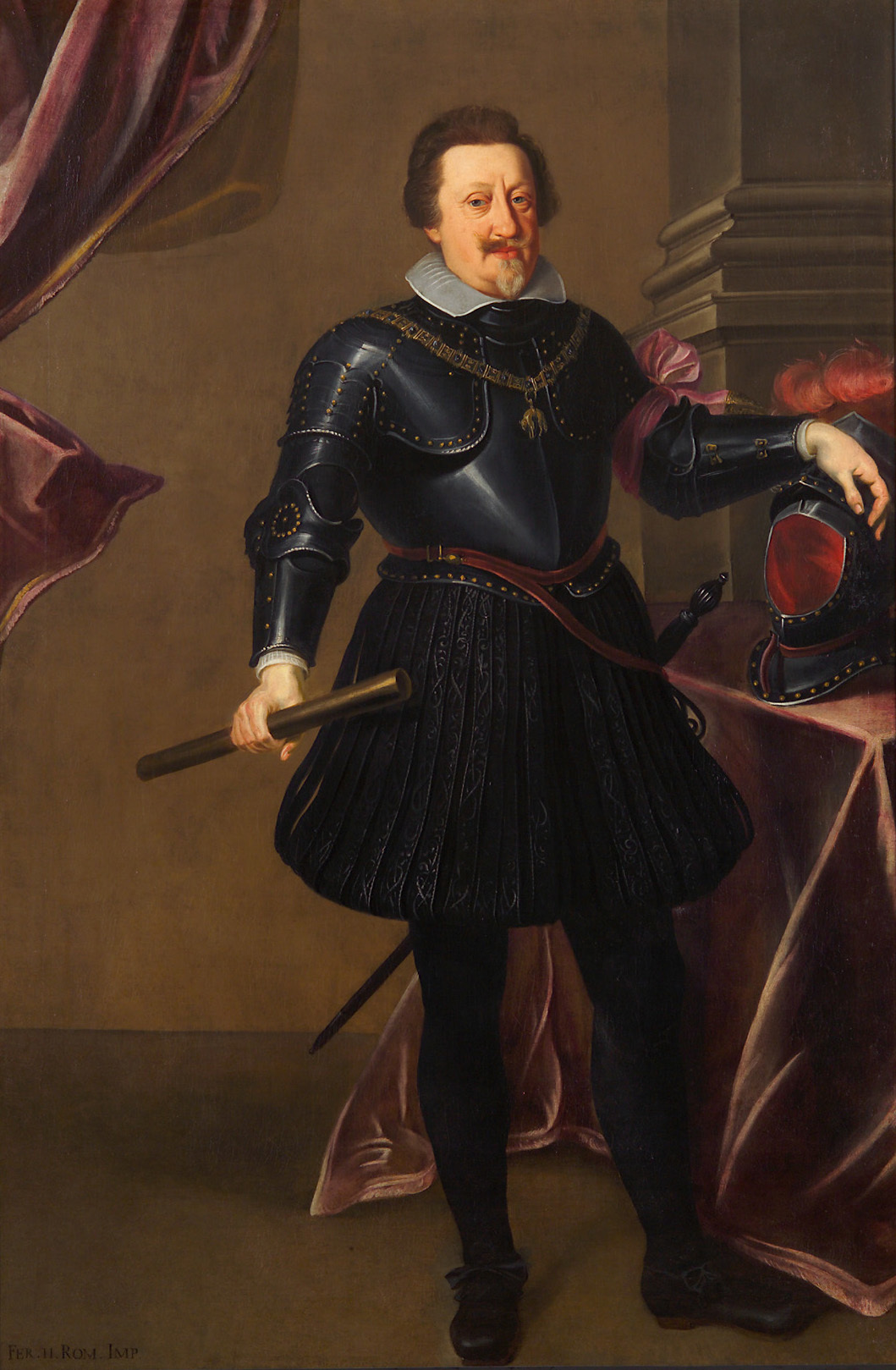
Kaiser Ferdinand II.

Die Wahl fand am 28. August 1619 in Frankfurt am Main statt. Die Krönung folgte am 9. September 1619 am gleichen Ort.
Kurfürsten
- Johann Schweikhard von Cronberg, Kurfürst und Erzbischof von Mainz (1604–1626)
- Lothar von Metternich, Kurfürst und Erzbischof von Trier (1599–1623)
- Ferdinand von Bayern, Kurfürst und Erzbischof von Köln (1612–1650)
- Ferdinand II., König von Böhmen (1618–1637), auch König von Ungarn
- Friedrich V., Pfalzgraf bei Rhein (1610–1623), mit Anspruch auf die Böhmische Krone
- Johann Georg I., Kurfürst von Sachsen (1611–1656)
- Johann Sigismund, Kurfürst von Brandenburg (1608–1619)

Gewählt
Ferdinand II., Erwählter Römischer Kaiser
Diese Wahl, die auf den Tod Kaiser Matthias' am 20. März 1619 folgte, fiel mit den Anfängen des Dreißigjährigen Krieges zusammen. Zwei Tage vor der Wahl hatten die böhmischen Stände Ferdinand abgesetzt und Friedrich V., den Kurfürsten von der Pfalz, zum König von Böhmen gewählt. Die anderen Kurfürsten weigerten sich trotzdem, eine Abordnung der böhmischen Stände anzuhören, und erkannten Ferdinand gegen den Protest der Delegation von Kurpfalz als Inhaber der böhmischen Kurwürde an. Der Pfalzgraf bei Rhein stimmte zunächst für Maximilian I., Herzog von Bayern, zog die Stimme aber zurück und stimmte ebenfalls für Ferdinand.
Da diese Wahl nur sieben Jahre nach der vorherigen stattfand, hatten außer dem König von Böhmen dieselben Personen wie 1612 die Ämter inne, und auch die religiöse Aufteilung unter den Kurfürsten war wie bei der letzten Wahl.

### Wahl von 1636

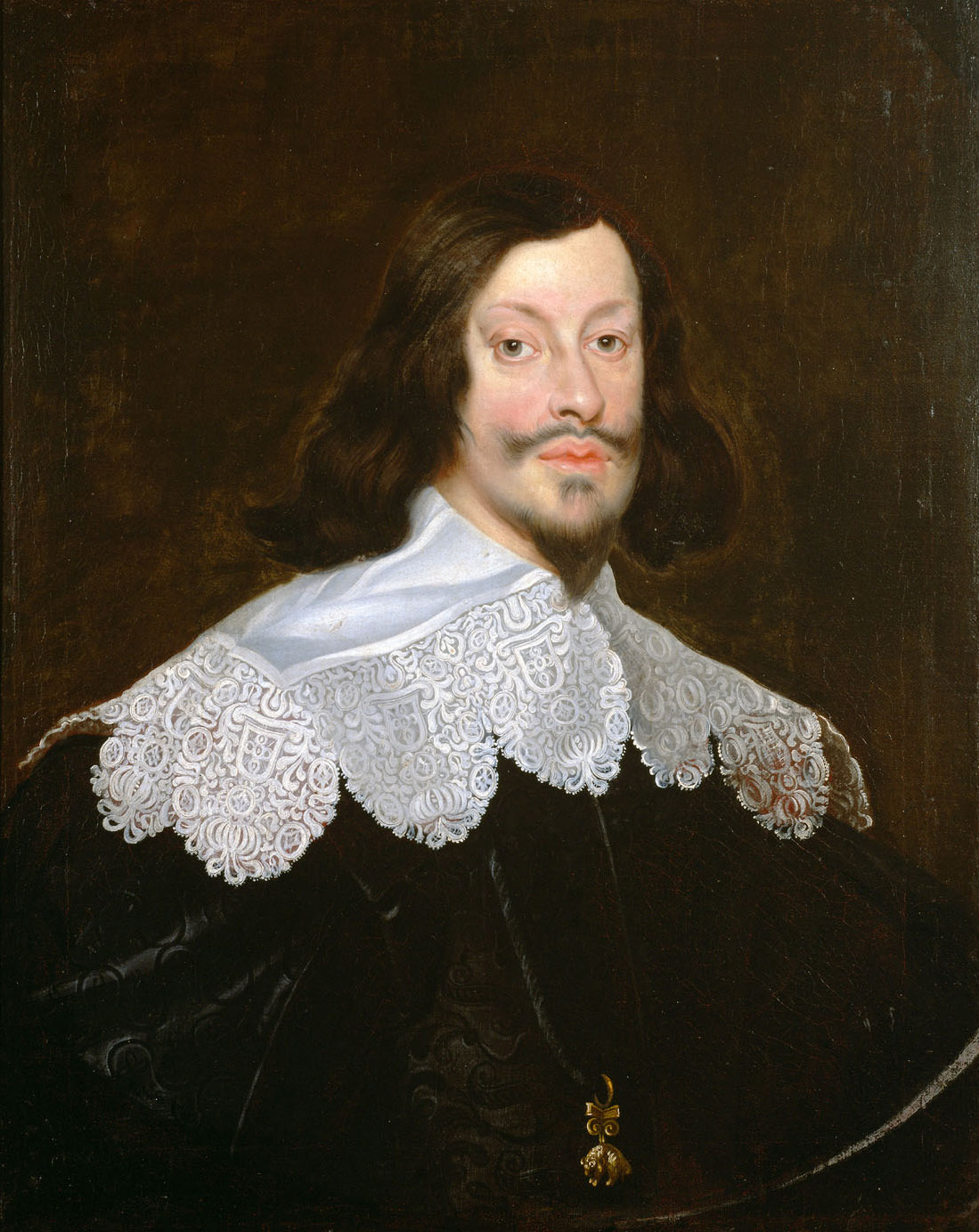
Ferdinand III., Römischer König, später Kaiser

Die Wahl fand am 22. Dezember 1636 in Regensburg statt.
Kurfürsten
- Anselm Casimir Wambolt von Umstadt, Kurfürst und Erzbischof von Mainz (1629–1647)
- Ferdinand von Bayern, Kurfürst und Erzbischof von Köln (1612–1650)
- Ferdinand III., Titularkönig von Böhmen (1627–1646), ebenso von Ungarn
- Maximilian I. von Bayern und der Pfalz (1623–1648) (Kurfürst von Bayern 1648–1651)
- Johann Georg I., Kurfürst von Sachsen (1611–1656)
- Georg Wilhelm, Kurfürst von Brandenburg (1619–1640)
- abwesend: Philipp Christoph von Sötern, Kurfürst und Erzbischof von Trier (1623–1652), in kaiserlicher Haft[2]

Gewählt
Ferdinand III., Römischer König
Diese Wahl fand während des Dreißigjährigen Krieges und während der Herrschaft des Kaisers Ferdinand II. statt. Sein Sohn Ferdinand III., der schon 1627 König von Böhmen geworden war, wurde zum Römischen König gewählt, und wurde beim Tod seines Vaters weniger als drei Monate später am 15. Februar 1637 auch Kaiser.
Im Jahre 1621 war Friedrich V., Kurfürst von der Pfalz, seiner Kurwürde und seiner Besitztümer enthoben worden. Die Kurstimme und das Amt des Pfalzgrafen waren auf einen entfernten Verwandten, den Herzog von Bayern, übergegangen. Da der Bayer Katholik war, bestand das Kollegium der Kurfürsten nun aus fünf Katholiken und zwei Lutheranern. Davon konnte der katholische Kurfürst von Trier nicht an der Wahl teilnehmen, da er aufgrund der Unterstützung Frankreichs gegen das Reich 1635 festgenommen wurde und noch bis 1645 in Linz in kaiserlicher Haft saß. Eine Wahl ohne seine Teilnahme wurde von den anderen Kurfürsten als gültig angesehen, weil ein leerer Kurfürstenstuhl nicht der Goldenen Bulle widersprach.

### Wahl von 1653

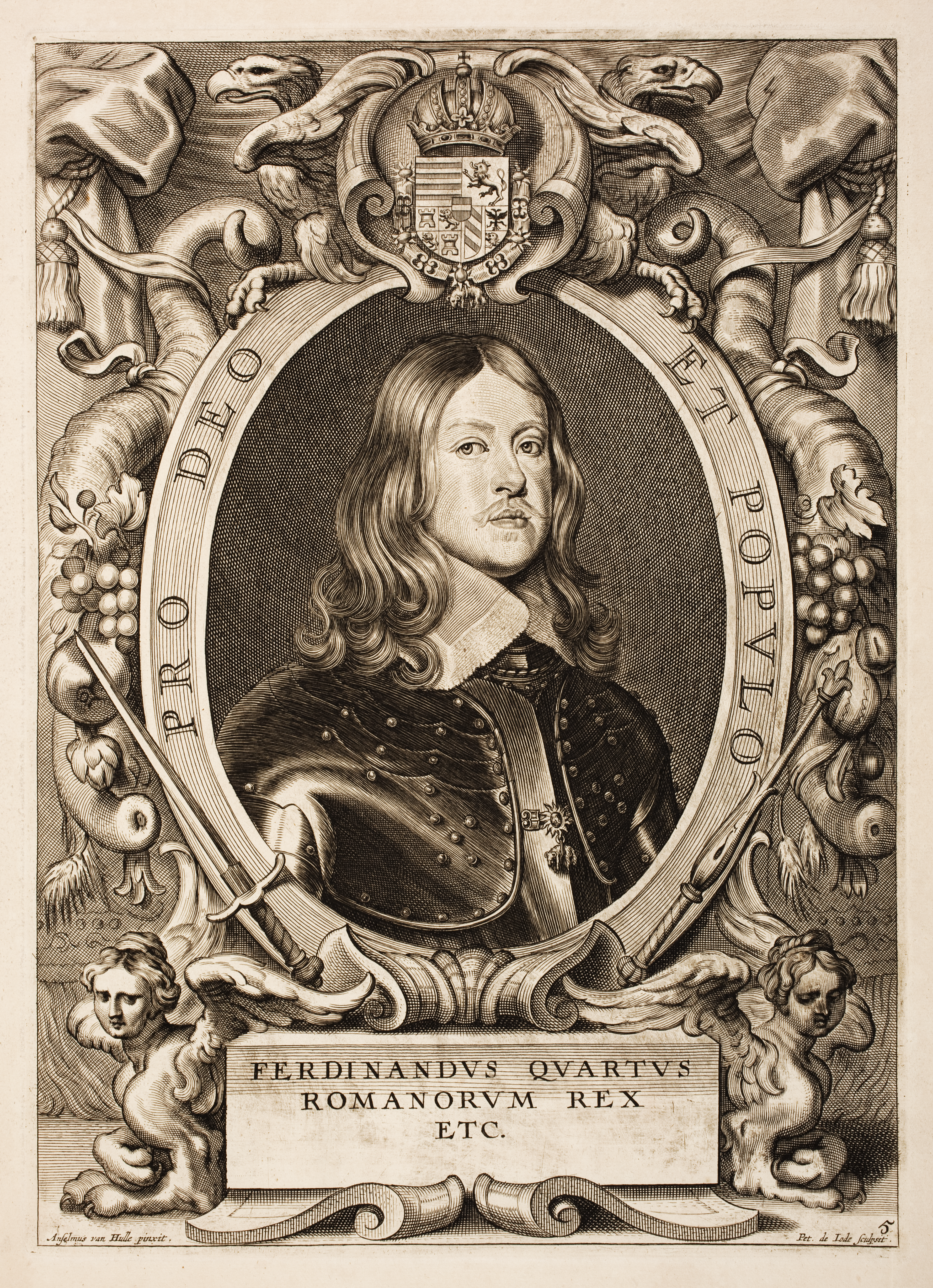
Ferdinand IV., Römischer König

Die Wahl fand am 31. Mai 1653 in Augsburg statt.
Kurfürsten
- Johann Philipp von Schönborn, Kurfürst und Erzbischof von Mainz (1647–1673)
- Karl Kaspar von der Leyen, Kurfürst und Erzbischof von Trier (1652–1676)
- Maximilian Heinrich von Bayern, Kurfürst und Erzbischof von Köln (1650–1688)
- Ferdinand Maria, Kurfürst von Bayern (1651–1679)
- Johann Georg I., Kurfürst von Sachsen (1611–1656)
- Friedrich Wilhelm, Kurfürst von Brandenburg (1640–1688) („der Große Kurfürst“)
- Karl I. Ludwig, Pfalzgraf bei Rhein (1648–1680)
- (Ferdinand IV., Titularkönig von Böhmen (1646–1654), ebenso von Ungarn)

Gewählt
Ferdinand IV., Römischer König
Mit der Wahl Ferdinands zum Römischen König sollte für eine automatische Nachfolge für Kaiser Ferdinand III. gesorgt werden. Ferdinand starb aber schon ein Jahr nach seiner Wahl am 9. Juli 1654 an den Pocken.
Diese Wahl war die erste nach Ende des Dreißigjährigen Krieges. Durch den Westfälischen Frieden hatte der Pfalzgraf bei Rhein eine neue Kurwürde erhalten. Der Herzog von Bayern behielt jedoch die alte pfälzische Kurwürde, die er seit 1623 innehatte, unter dem Titel "Kurfürst von Bayern". Es gab daher nun acht Kurfürsten. Um die Möglichkeit von Gleichständen auszuschließen, stimmte der König von Böhmen (der jetzt ohnehin die besten Chancen hatte, künftige Wahlen zu gewinnen) zu, sich bei der Wahl seiner Stimme zu enthalten, behielt jedoch seine Kurwürde. Der böhmische Kurfürst wird ab hier in Klammern aufgeführt.
Das Kollegium der Kurfürsten bestand nun aus fünf Katholiken (ohne Böhmen vier), zwei Lutheranern (Brandenburg und Sachsen) und einem Calvinisten (die Pfalz). Nach dem Dreißigjährigen Krieg spielten religiöse Unterschiede in der Politik des Reiches eine immer geringere Rolle.

### Wahl von 1658
Die Wahl fand am 18. Juli 1658 in Frankfurt am Main statt. Die Krönung folgte am 1. August 1658 am gleichen Ort.
Kurfürsten
- Johann Philipp von Schönborn, Kurfürst und Erzbischof von Mainz (1647–1673)
- Karl Kaspar von der Leyen, Kurfürst und Erzbischof von Trier (1652–1676)
- Maximilian Heinrich von Bayern, Kurfürst und Erzbischof von Köln (1650–1688)
- Ferdinand Maria, Kurfürst von Bayern (1651–1679)
- Johann Georg II., Kurfürst von Sachsen (1656–1680)
- Friedrich Wilhelm, Kurfürst von Brandenburg (1640–1688) („der Große Kurfürst“)
- Karl I. Ludwig, Pfalzgraf bei Rhein (1648–1680)
- (Leopold I., König von Böhmen (1656–1705), auch König von Ungarn)

Gewählt
Leopold I., Erwählter Römischer Kaiser
Auf den Tod Tod Kaiser Ferdinands III. am 2. April 1657 folgte das mit über 15 Monaten längste Interregnum seit dem 13. Jahrhundert. Die drei geistlichen Kurfürsten konferierten im Juli 1657 im Schloss Kärlich über die anstehende Wahl.

### Wahl von 1690

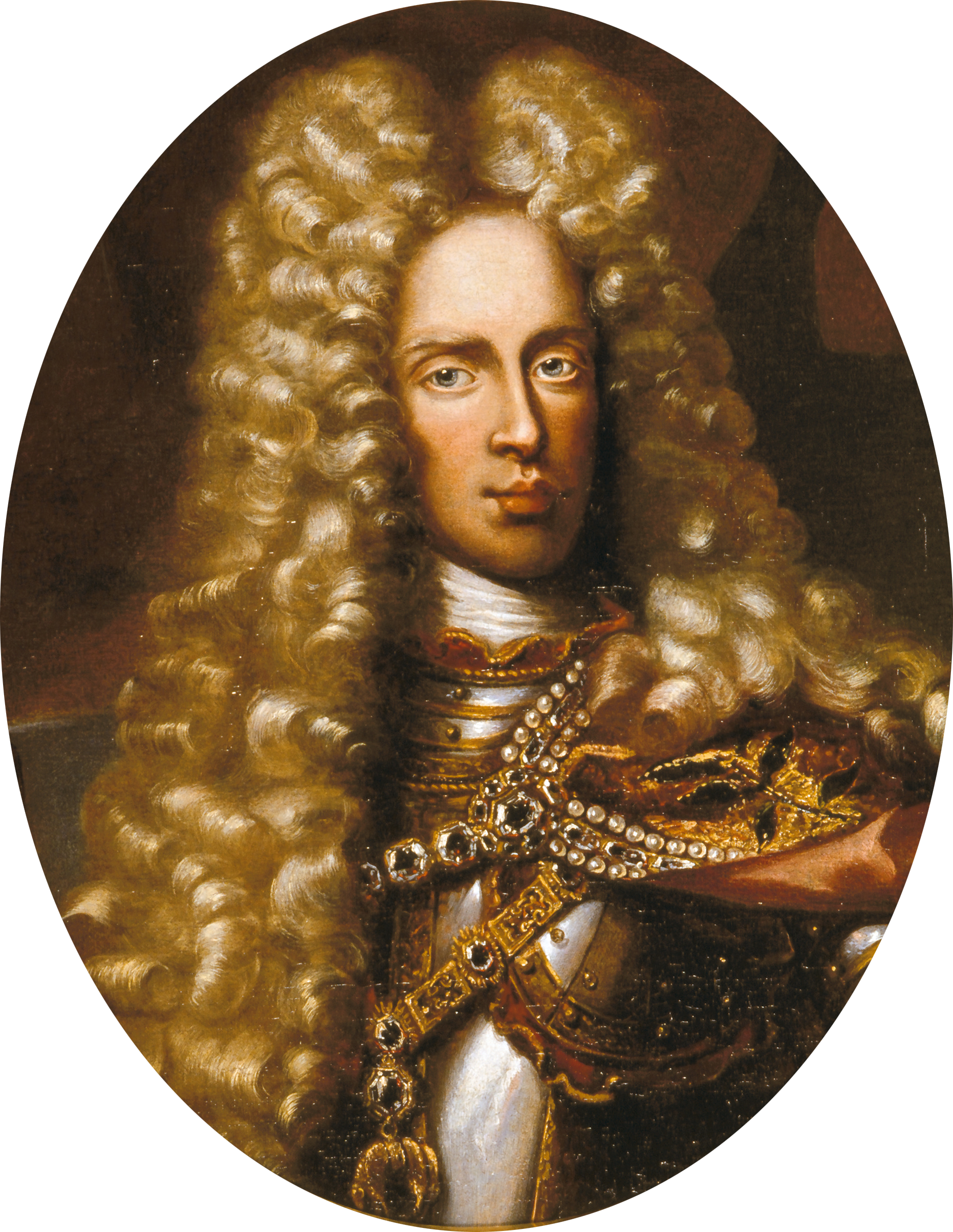
Joseph I., Römischer König, später Kaiser

Die Wahl fand am 23. Januar 1690 in Augsburg statt.
Kurfürsten
- Anselm Franz von Ingelheim, Kurfürst und Erzbischof von Mainz (1679–1695)
- Johann Hugo von Orsbeck, Kurfürst und Erzbischof von Trier (1676–1711)
- Joseph Clemens von Bayern, Kurfürst und Erzbischof von Köln (1688–1723)
- Maximilian II. Emanuel, Kurfürst von Bayern (1679–1726)
- Johann Georg III., Kurfürst von Sachsen (1680–1691)
- Friedrich III., Kurfürst von Brandenburg (1688–1713)
- Philipp Wilhelm, Pfalzgraf bei Rhein (1685–1690)
- (Leopold I., König von Böhmen (1656–1705), Kaiser und König von Ungarn)

Gewählt
Joseph I., Römischer König
Diese Wahl fand zu Lebzeiten Leopolds I. und während des Pfälzischen Erbfolgekrieges statt. Leopolds Sohn und Erbe Joseph wurde zum Römischen König gekrönt, musste sich aber fünfzehn Jahre lang mit diesem niedrigeren Titel begnügen, bis er mit dem Tod seines Vaters am 5. Mai 1705 Kaiser wurde. 
Im Jahre 1685 hatte Philipp Wilhelm aus der katholischen Linie Pfalz-Neuburg die Pfalz geerbt, wodurch im Kurfürstenkollegium nun sechs katholische Stimmen zwei lutherischen gegenüberstanden.

## 18. Jahrhundert

### Wahl von 1711

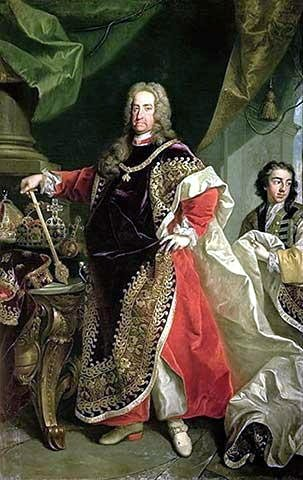
Kaiser Karl VI.

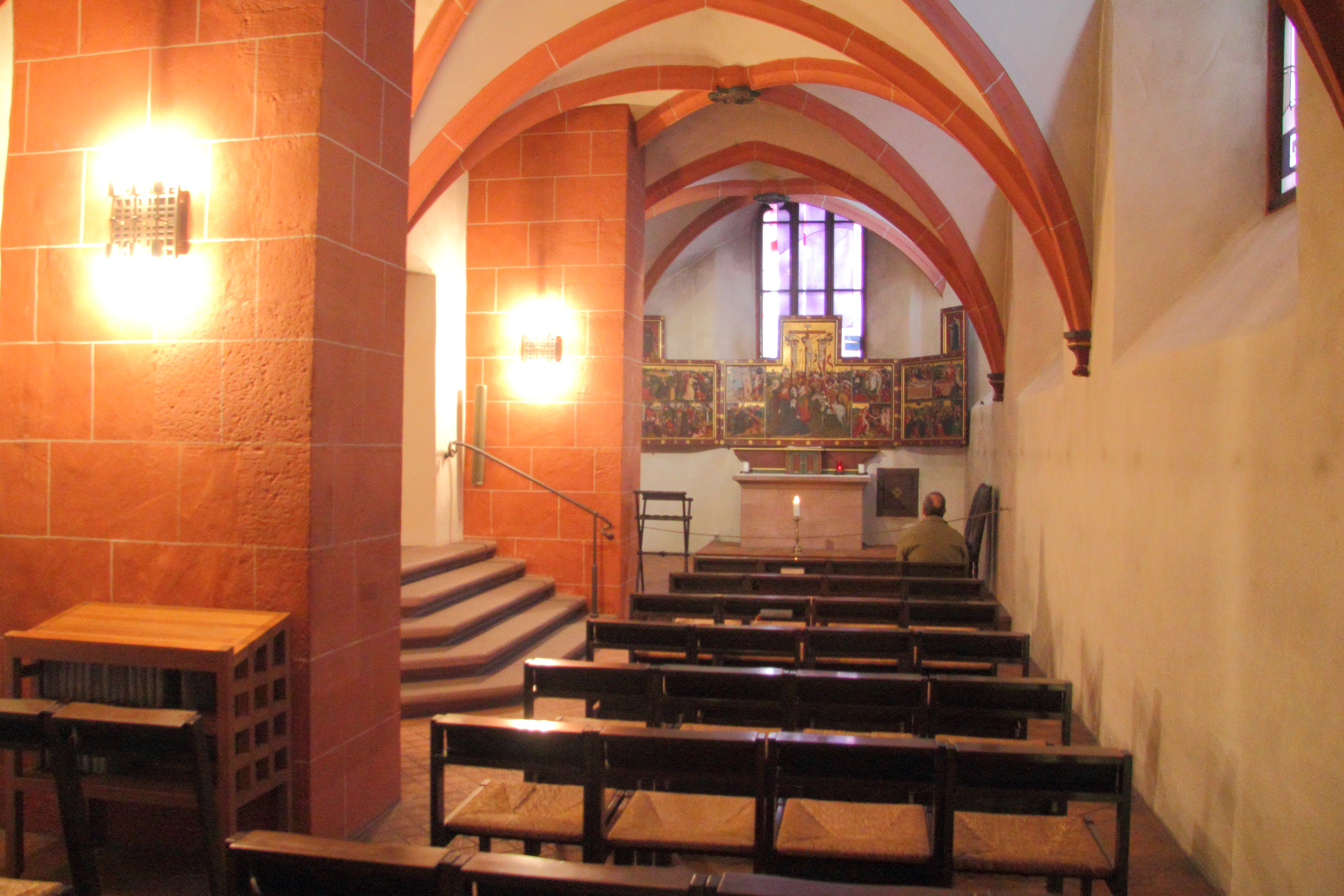
In der Wahlkapelle im Frankfurter Dom versammelten sich die Abgesandten der Kurfürsten auf sieben Stühlen entlang der Längswand, um ihre Stimmen abzugeben.

Die Wahl fand am 12. Oktober 1711 in Frankfurt am Main statt. Die Krönung am gleichen Ort folgte am 22. Dezember 1711.
Kurfürsten
- Lothar Franz von Schönborn, Kurfürst und Erzbischof von Mainz (1694–1729)
- Karl Joseph von Lothringen, Kurfürst und Erzbischof von Trier (1711–1715)
- Karl VI., König von Böhmen (1711–1740), ebenso von Ungarn, Anwärter auf den Spanischen Thron
- Johann Wilhelm, Pfalzgraf bei Rhein (1690–1716)
- Friedrich August I., Kurfürst von Sachsen (1694–1733), auch als August der Starke König von Polen
- Friedrich I., König in Preußen (1701–1713), Kurfürst von Brandenburg (1688–1713)
- Georg I., Kurfürst von Hannover (1698–1727)

Gewählt
Karl VI., Erwählter Römischer Kaiser
Diese Wahl fand nach dem Tod des Kaisers Joseph I. am 17. April 1711 während des Spanischen Erbfolgekrieges statt. 
Seit der Wahl von 1690 hatten sich in der Zusammensetzung des Kurfürstenkollegiums einige Veränderungen ergeben:
- Im Jahre 1692 übertrug der Kaiser einem neunten Fürsten, dem Lutheraner Ernst August I., Herzog von Braunschweig-Calenberg, die Kurwürde für Kurhannover. Dieser Schritt des Kaisers stieß auf erheblichen Widerstand, und der Reichstag ratifizierte ihn nicht auf Anhieb.
- Im Jahre 1697 konvertierte August der Starke, Kurfürst von Sachsen, zum Katholizismus, um seine Aussichten auf die Wahl zum König von Polen zu verbessern.
- Der Spanische Erbfolgekrieg gegen Frankreich begann 1701. Im Jahre 1702 schlug sich Maximilian II. Emanuel (1679–1726), der Kurfürst von Bayern, auf die französische Seite. Er wurde dabei von seinem Bruder Joseph Clemens von Bayern (1688–1723), dem Kurfürsten und Erzbischof von Köln, unterstützt.
- Im Jahre 1703 musste der Kurfürst und Erzbischof von Köln ins französische Exil fliehen, wo er den Rest des Krieges blieb. Den Kurfürsten von Bayern und Köln wurden 1706 für ihren Kampf auf Seiten des Feindes die Kurwürden aberkannt.
- Bei einer Reichstagssitzung im Jahre 1708 wurden die beiden fehlenden Kurwürden dadurch ausgeglichen, dass der Herzog von Braunschweig-Lüneburg zum Kurfürsten von Hannover wurde und indem der König von Böhmen wieder an den Wahlen teilnehmen durfte.

Da die Kurfürsten von Sachsen und der Pfalz nun katholisch waren, waren die Kurfürsten von Hannover und Brandenburg die einzigen Protestanten in dem Gremium.

### Wahl von 1742

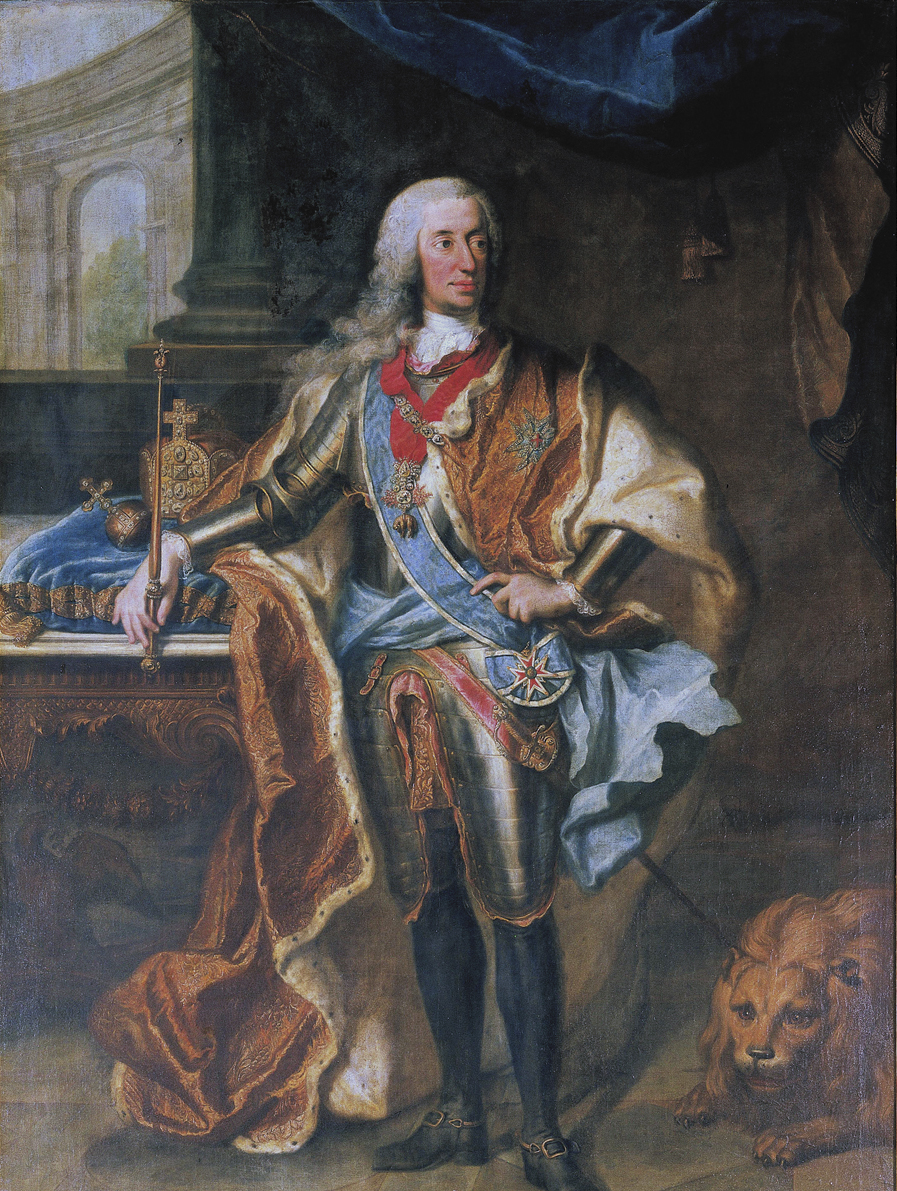
Kaiser Karl VII.

Die Wahl fand am 24. Januar 1742 in Frankfurt am Main statt. Die Krönung folgte am gleichen Ort am 12. Februar 1742.
Kurfürsten
- Philipp Karl von Eltz, Kurfürst und Erzbischof von Mainz (1732–1743)
- Franz Georg von Schönborn-Buchheim, Kurfürst und Erzbischof von Trier (1729–1756)
- Clemens August I. von Bayern, Kurfürst und Erzbischof von Köln (1723–1761)
- Karl VII., König von Böhmen (1741–1743) und Kurfürst von Bayern (1726–1745)
- August III., Kurfürst von Sachsen (1733–1763), auch König von Polen
- Friedrich II., König in Preußen, Kurfürst von Brandenburg (1740–1786)
- Karl III. Philipp, Pfalzgraf bei Rhein (1716–1742)
- Georg II., Kurfürst von Hannover (1727–1760), auch König von Großbritannien

Gewählt
Karl VII., Erwählter Römischer Kaiser
Diese Wahl fand während des Österreichischen Erbfolgekrieges statt. Zum ersten Mal seit über dreihundert Jahren wurde kein Habsburger zum Kaiser gewählt.
Die Kurfürsten von Bayern und Köln hatten ihre Kurwürde nach dem Ende des Spanischen Erbfolgekrieges 1714 zurückerhalten, sodass es nun neun Kurfürsten gab. Nach dem Tode Kaiser Karls VI. am 20. Oktober 1740 wurde dessen im Rahmen der Pragmatischen Sanktion bestimmte Erbfolge vom Kurfürsten von Bayern und vom preußischen König nicht anerkannt. Während des von Friedrich II., König in Preußen und Kurfürst von Brandenburg, begonnenen Ersten Schlesischen Krieges war der Kurfürst Karl Albrecht von Bayern 1741 in Böhmen einmarschiert und hatte sich zum König krönen lassen, wodurch er sich zwei Kurstimmen sicherte. Maria Theresia, die Königin von Ungarn, war von der Wahl ausgeschlossen und erkannte sie bis nach dem Tod des Kaisers nicht an.

### Wahl von 1745

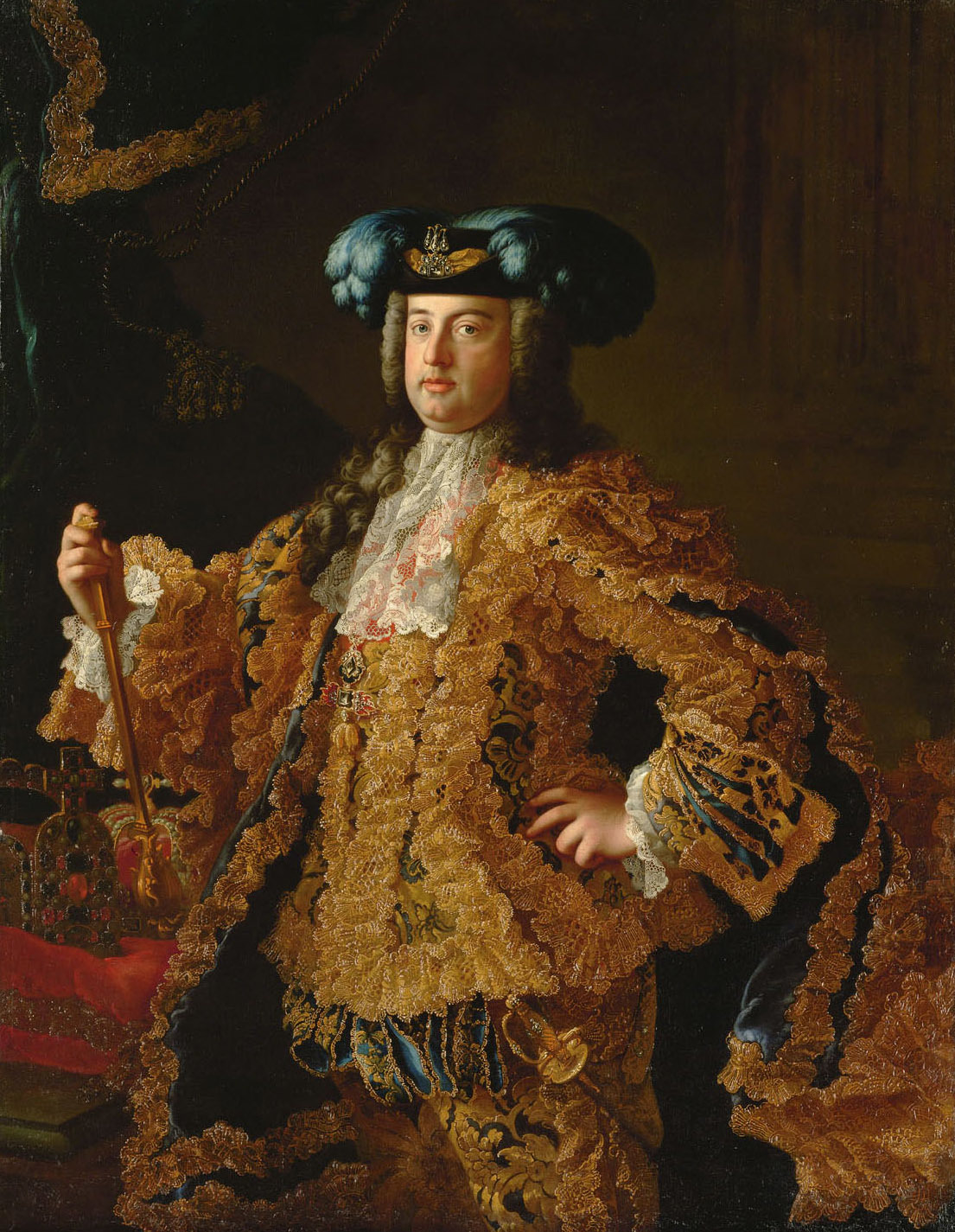
Kaiser Franz I.

Die Wahl fand am 13. September 1745 in Frankfurt am Main statt. Die Krönung folgte am gleichen Ort am 4. Oktober 1745.
Kurfürsten
- Johann Friedrich Karl von Ostein, Kurfürst und Erzbischof von Mainz (1743–1763)
- Franz Georg von Schönborn-Buchheim, Kurfürst und Erzbischof von Trier (1729–1756)
- Clemens August I. von Bayern, Kurfürst und Erzbischof von Köln (1723–1761)
- Maria Theresia, Königin von Böhmen (1743–1780), ebenso von Ungarn
- Maximilian III. Joseph, Kurfürst von Bayern (1745–1777)
- August III., Kurfürst von Sachsen (1733–1763), auch König von Polen
- Friedrich II., König in Preußen, Kurfürst von Brandenburg (1740–1786)
- Karl Theodor, Pfalzgraf bei Rhein (1742–1799)
- Georg II., Kurfürst von Hannover (1727–1760), auch König von Großbritannien

Gewählt
Franz I., Erwählter Römischer Kaiser
Auch diese Wahl fand während des Österreichischen Erbfolgekrieges statt. Kaiser Karl VII. war am 20. Januar 1745 gestorben. Die Kaiserkrone kam wieder in Habsburger Hände; der Pfalzgraf bei Rhein und der Kurfürst von Brandenburg, die im Krieg Österreichs Gegner waren, nahmen nicht an der Wahl teil.

### Wahl von 1764

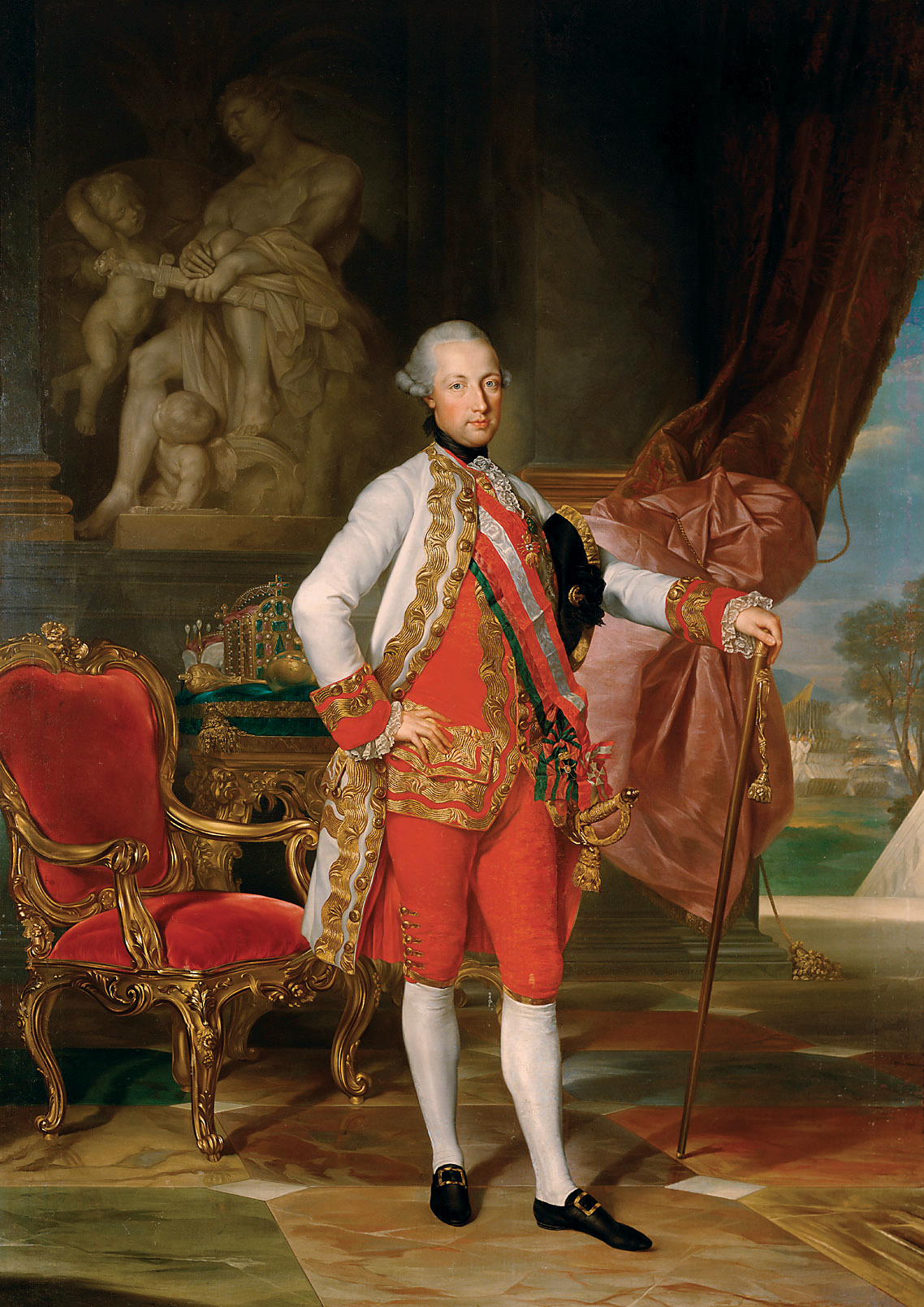
Joseph II., Römischer König, später Kaiser

Die Wahl fand am 27. März 1764 in Frankfurt am Main statt. Ihr folgte die Krönung in Frankfurt am 3. April 1764.
Kurfürsten
- Emmerich Joseph von Breidbach zu Bürresheim, Kurfürst und Erzbischof von Mainz (1763–1774)
- Johann IX. Philipp von Walderdorff, Kurfürst und Erzbischof von Trier (1756–1768)
- Maximilian Friedrich von Königsegg-Rothenfels, Kurfürst und Erzbischof von Köln (1761–1784)
- Maria Theresia, Königin von Böhmen (1743–1780), ebenso von Ungarn
- Maximilian III. Joseph, Kurfürst von Bayern (1745–1777)
- Friedrich August III., Kurfürst von Sachsen (1763–1806)
- Friedrich II., König in Preußen, Kurfürst von Brandenburg (1740–1786)
- Karl Theodor, Pfalzgraf bei Rhein (1742–1799)
- Georg III., Kurfürst von Hannover (1760–1806), auch König von Großbritannien

Gewählt
Joseph II., Römischer König
Die Wahl von 1764 fand statt, als Franz I. noch lebte, um dessen Nachfolge zu regeln. Der Gewählte sollte bis zum Tod des Kaisers den Titel Römischer König tragen und würde dann ohne weitere Wahl automatisch Kaiser. Tatsächlich starb Franz I. bereits im folgenden Jahr, am 18. August 1765.

### Wahl von 1790

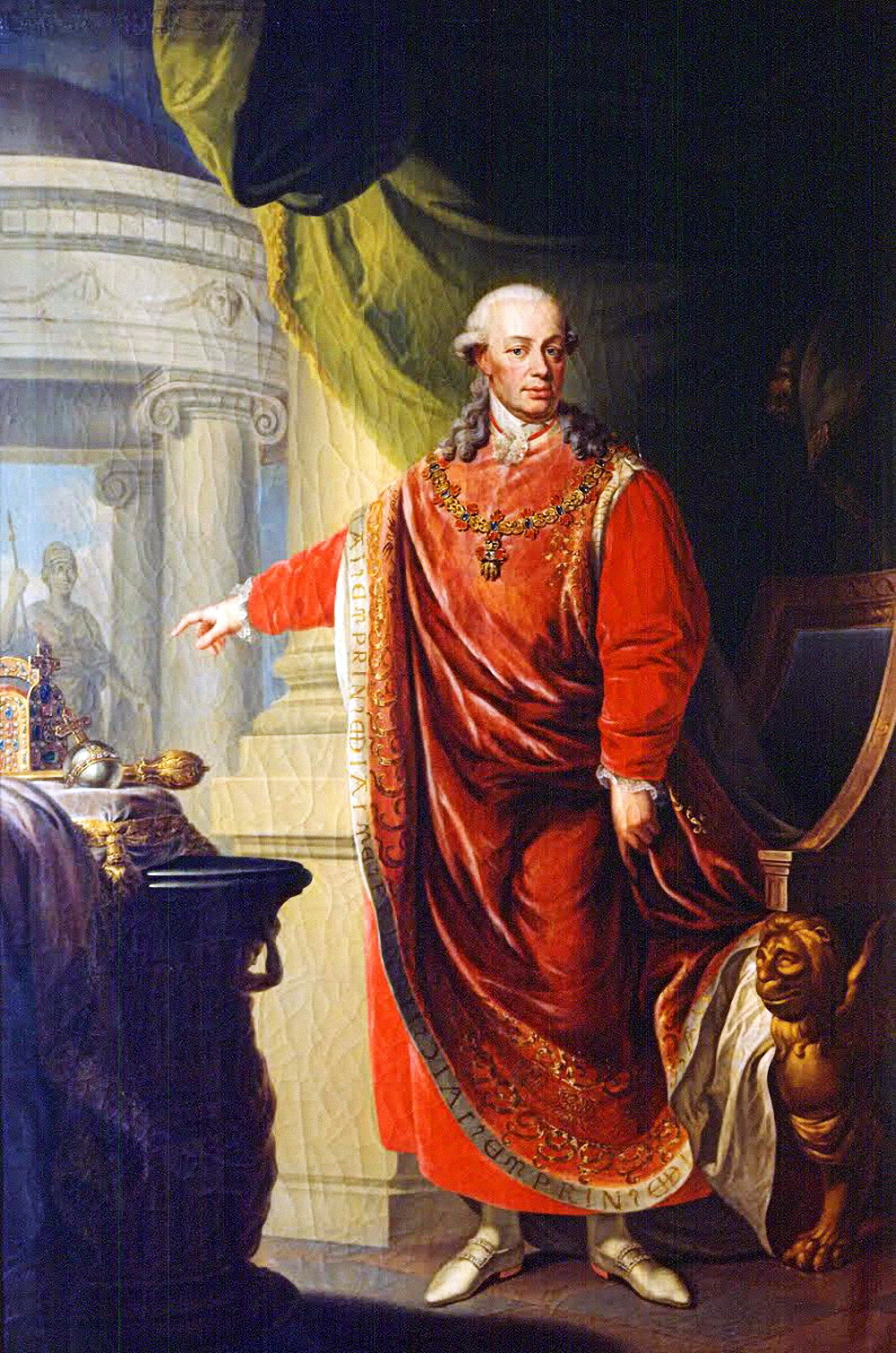
Kaiser Leopold II.

Die Wahl fand am 30. September 1790 in Frankfurt am Main statt. Die Krönung folgte am gleichen Ort am 9. Oktober 1790.
Kurfürsten
- Friedrich Karl Joseph von Erthal, Kurfürst und Erzbischof von Mainz (1774–1802)
- Clemens Wenzeslaus von Sachsen, Kurfürst und Erzbischof von Trier (1768–1803)
- Maximilian Franz von Österreich, Kurfürst und Erzbischof von Köln (1784–1801)
- Leopold II., König von Böhmen (1790–1792), auch König von Ungarn und Großherzog der Toskana
- Karl Theodor, Kurfürst von Bayern (1777–1799)
- Friedrich August III., Kurfürst von Sachsen (1763–1806)
- Friedrich Wilhelm II., König von Preußen, Kurfürst von Brandenburg (1786–1797)
- Georg III., Kurfürst von Hannover (1760–1806), auch König von Großbritannien

Gewählt
Leopold II. (HRR), Erwählter Römischer Kaiser
Diese Wahl fand nach dem Tod des Kaisers Joseph II. am 20. Februar 1790 statt.
Josephs Bruder Leopold wurde gewählt, als die Französische Revolution zwar schon begonnen hatte, aber immer noch in ihrer Verfassungsphase war und keine Bedrohung der Institutionen Europas zu sein schien. Leopold war während der Herrschaft seines Bruders Großherzog der Toskana gewesen und hatte sich als Reformer hervorgetan. Durch seine Wahl bestand die Möglichkeit, dass seine Reformen in alle österreichischen und ungarischen Gebiete und eventuell ins ganze Heilige Römische Reich getragen würden. Die Entwicklung der Lage in Frankreich und Leopolds früher Tod vereitelten diese Möglichkeit.
Karl Theodor, Pfalzgraf bei Rhein, wurde am 30. Dezember 1777 Herzog und Kurfürst von Bayern. Nach den schon früher festgelegten Regeln für den Zusammenfall von Herrschaften wurde die Kurstimme der Pfalz zugunsten der bayerischen unterdrückt.

### Wahl von 1792

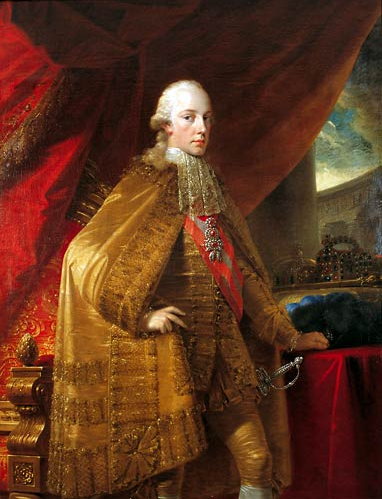
Kaiser Franz II.

Die Wahl fand am 5. Juli 1792 in Frankfurt am Main statt. Die Krönung in Frankfurt wurde am dritten Jahrestag des Sturms auf die Bastille, am 14. Juli 1792, vollzogen.
Kurfürsten
- Friedrich Karl Joseph von Erthal, Kurfürst und Erzbischof von Mainz (1774–1802)
- Clemens Wenzeslaus von Sachsen, Kurfürst und Erzbischof von Trier (1768–1803)
- Maximilian Franz von Österreich, Kurfürst und Erzbischof von Köln (1784–1801)
- Franz II., König von Böhmen (1792–1835), auch König von Ungarn
- Karl Theodor, Kurfürst von Bayern (1777–1799)
- Friedrich August III., Kurfürst von Sachsen (1763–1806)
- Friedrich Wilhelm II., König von Preußen, Kurfürst von Brandenburg (1786–1797)
- Georg III., Kurfürst von Hannover (1760–1806), auch König von Großbritannien

Gewählt
Franz II., Erwählter Römischer Kaiser
Leopold starb am 1. März 1792. Weniger als zwei Monate später erklärte Frankreich Franz II. den Krieg, nicht als Kaiser (da er noch nicht gewählt worden war), sondern als „König von Ungarn“. Die Kurfürsten traten zusammen unter dem Eindruck der revolutionären Situation in Frankreich. Es herrschte aber allgemein die Ansicht, dass eine einige Koalition die Revolutionäre leicht besiegen könnte. Tatsächlich führten die Kriege in Folge der Französischen Revolution zum Erlöschen des Heiligen Römischen Reichs.
Unter der Regierung Franz II. wurden 1803 die Kuren von Köln, Trier und der Pfalz aufgehoben. Die Mainzer Kur ging auf das Bistum Regensburg und ihre sonstige weltliche Macht auf das neu entstandene Fürstentum Aschaffenburg bzw. ab 1810 Großherzogtum Frankfurt über (wobei der bisherige Erzbischof und Kurfürst von Mainz, Dalberg, in Personalunion Bischof von Regensburg und Fürst von Aschaffenburg bzw. später dann Großherzog von Frankfurt wurde); neue Kuren wurden für das Herzogtum Salzburg, das Herzogtum Württemberg, die Markgrafschaft Baden und die Landgrafschaft Hessen-Kassel geschaffen (1803), Franz nahm außer seinem römischen auch den Titel eines erblichen Kaisers von Österreich an (1804), und dankte 1806 als Kaiser des Heiligen Römischen Reiches ab. Damit hatte das Reich aufgehört zu existieren und das neugestaltete Kurfürstenkollegium trat nie zusammen.